# Historia de la cerveza

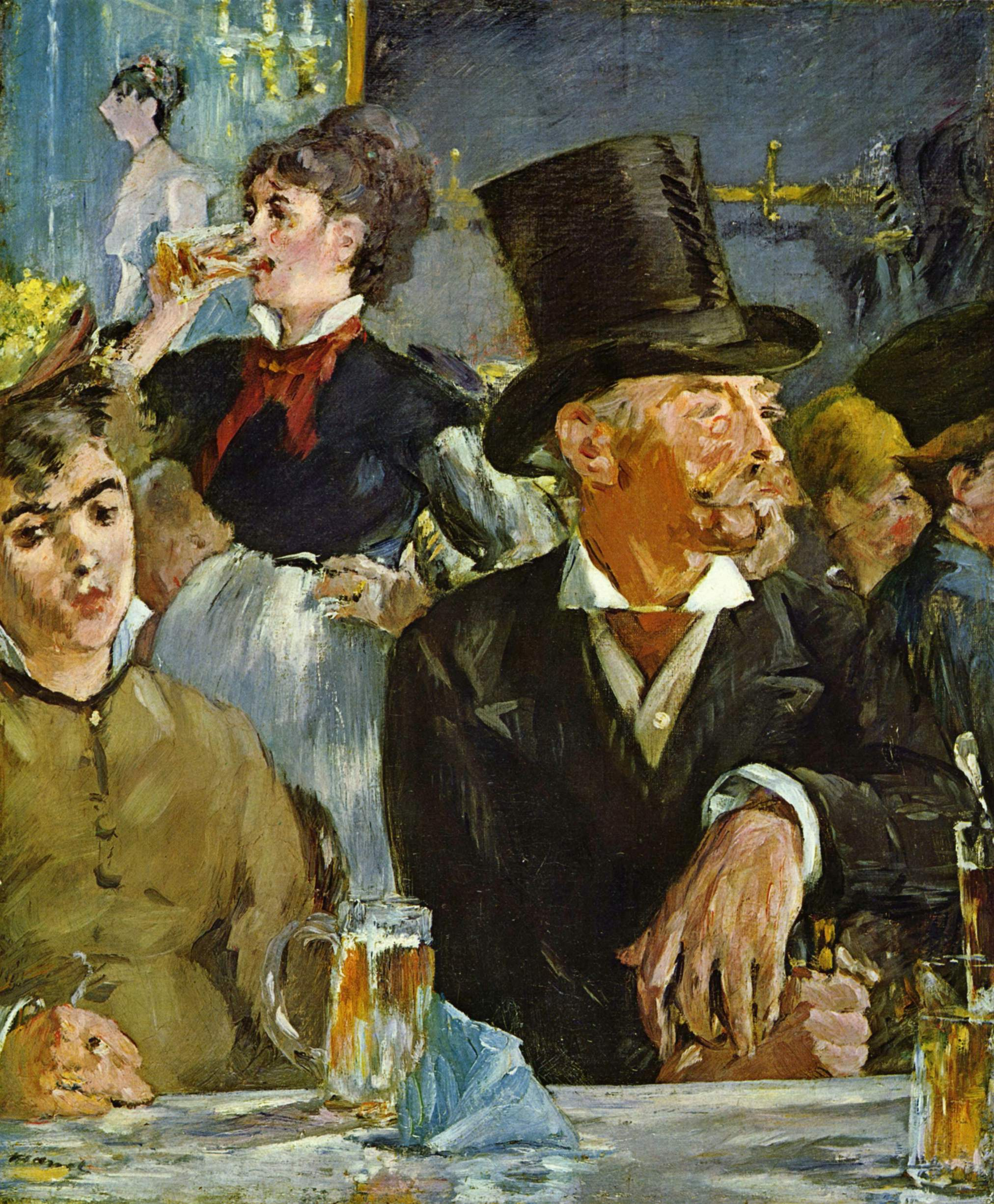
La cerveza es considerada en algunas culturas como bebida social. Su expansión mundial a comienzos del es un ejemplo de alimento industrializado. Café-Concert (1878). Óleo de Édouard Manet (Walters Art Museum, Baltimore).

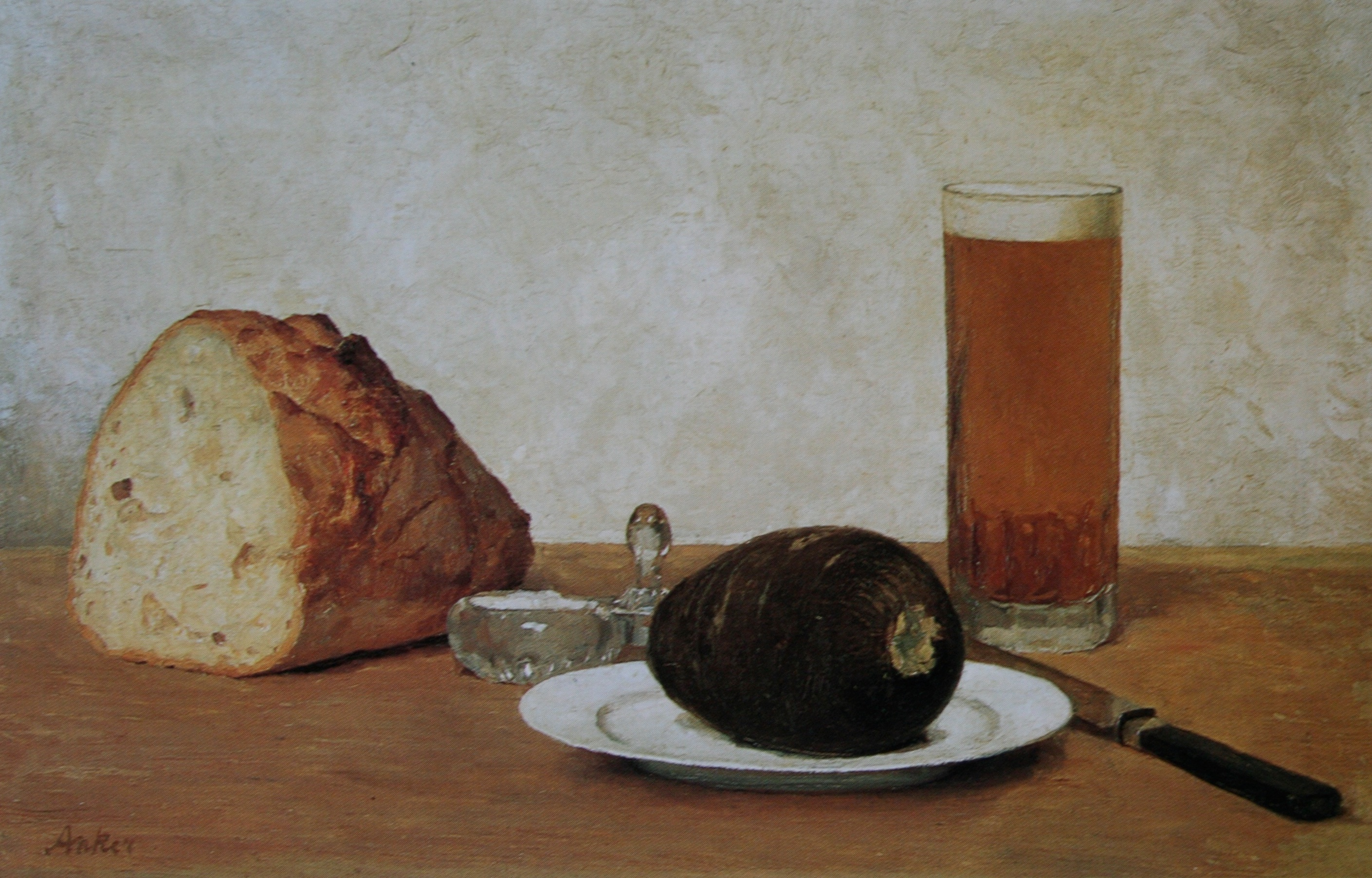
El pan y la cerveza eran considerados alimentos básicos en las dietas de algunas culturas. Bier und Rettich (1898). Óleo de Albert Anker (Kunstmuseum Bern).

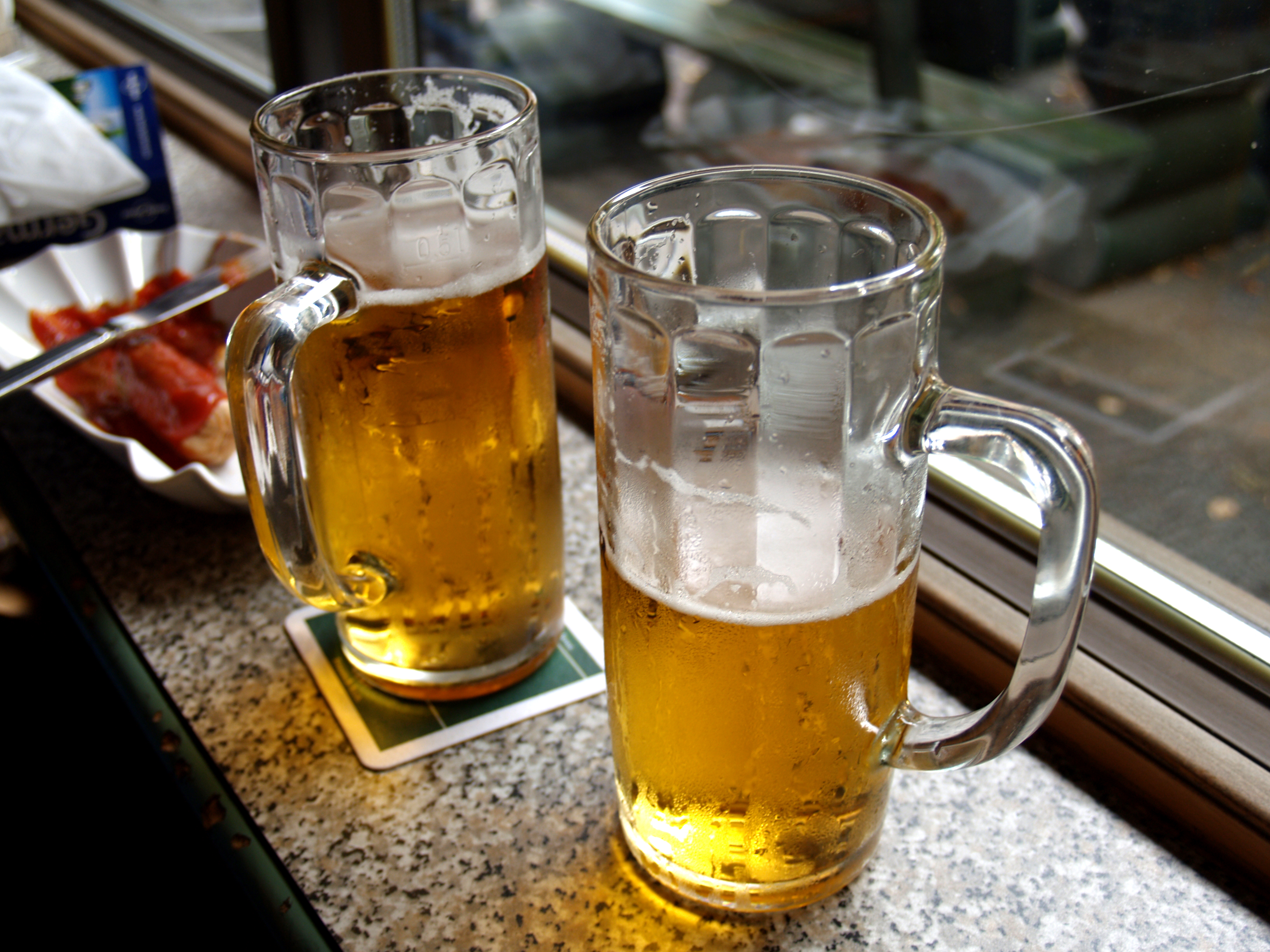
La evolución de la cerveza desde la antigüedad se debe a los grandes avances en la investigación en la ciencia de la microbiología a finales del.

La historia de la cerveza es la descripción cronológica, desde su origen, de la evolución de una de las bebidas fermentadas más antiguas de la humanidad. Se produce la cerveza mediante la fermentación alcohólica de los cereales ayudada por la acción de diversas levaduras. Los ingredientes básicos que intervienen en la elaboración de esa bebida son: el agua, los cereales (generalmente malta de cebada o trigo), las levaduras y (recientemente en su historia) el lúpulo (Humulus lupulus L.). La combinación de la calidad, cantidad y especie de cada uno de estos ingredientes produce una gran variedad de tipos de cerveza. A través de su evolución, dependiendo de la época que se trate, la región y de la cultura, se ha considerado una bebida bien de carácter social, con cualidades refrescantes, o con características nutritivas. Las primeras cervezas eran de tipo ale, es decir, de fermentación a temperatura ambiente causada por la levadura Saccharomyces cerevisiae (sin empleo de lúpulo), responsable igualmente de las fermentaciones del pan y el vino. Posteriormente, ya en el siglo XV se comienza a fermentar en la zona baja de las cubas. El efecto de una nueva levadura (Saccharomyces pastorianus) necesita menores temperaturas y se busca de forma natural en el fondo de cuevas: surge así la cerveza tipo lager. En el mismo siglo se incluye el lúpulo en algunas de las cervezas. Su popularidad y agradable sabor hace que esta nueva cerveza (lager), esté en oposición con la clásica (ale). Su producción necesitará el advenimiento de las máquinas de vapor y la introducción de los sistemas de refrigeración fundamentados en los compresores. 
Uno de los hitos importantes en la fabricación de cerveza fue el inicio de la capacidad de cultivar las levaduras fermentativas, este hito fue alcanzado en las primeras décadas del siglo XX. Anteriormente a estas fechas, el mosto de la cerveza se inoculaba con las fermentaciones precedentes, siendo el proceso poco eficiente e impredecible. En 1883 el micólogo danés Emil Christian Hansen, de los laboratorios de Carlsberg, ideó un método para emplear cultivos unicelulares en la producción de levaduras. La utilización de cultivos puros de levaduras se adoptó de inmediato en todo el mundo. Primero en las cervezas de tipo lager y posteriormente en las ale. La investigación en el terreno de la microbiología aplicada a los mecanismos de las levaduras permitió la aparición de nuevos tipos de cervezas desconocidos hasta la fecha. Las cervezas tipo lager (concretamente las pale lager) suponen, a comienzos del siglo XXI, casi un 90 % de la producción mundial. 
Durante la Revolución Industrial la producción de cerveza tuvo que pasar de ser artesanal, y orientada exclusivamente al consumo doméstico, a ser producida a escala industrial y orientada a las masas. A este incremento de la producción mundial contribuyeron, por una parte, las mejoras tecnológicas aplicadas a la industria y el aumento en el conocimiento de los procesos microbiológicos existentes en la producción de la cerveza y, por otra, la constante urbanización de las clases sociales. En el siglo XX la producción cervecera mundial se encontraba en manos de compañías multinacionales (algunas como Anheuser-Busch InBev) y varios miles de pequeños productores, que van desde los denominados brewpubs hasta cerveceras regionales (aludiendo al término terroir). La cerveza se consume en cientos de variedades en locales hosteleros como: bares, tabernas, pubs, biergartens y festivales especiales, así como celebraciones diversas a lo largo del mundo. Una de las últimas innovaciones del siglo XXI son las microcervecerías.

## Cerveza primitiva
No se ha determinado con precisión, a comienzos del siglo XXI, el origen exacto de la primera elaboración de la fermentación de un cereal con el objeto de realizar la cerveza. Sin embargo, otras bebidas fermentadas, como el vino han podido determinar con precisión su origen debido a las evidencias arqueológicas de restos fermentativos de la uva encontradas en los yacimientos de Hajji Firuz Tepe en los Montes Zagros (Irán) mostrando que ya se elaboraba vino en el 8000 a. C. (es decir en el periodo Neolítico). Algunos historiadores apuntan a su origen probable con el nacimiento de la agricultura en el 10 000 a. C. en el paleolítico superior. La determinación de una fermentación alcohólica espontánea procedente de cereales adherido a recipiente de un resto arqueológico es un problema no resuelto a comienzos del siglo XXI d. C. La maceración permite que el almidón y azúcares complejos existentes en los cotiledones de los cereales se conviertan en azúcares simples en un líquido denominado mosto. La fermentación debido a la existencia de estos azúcares sencillos produce, por acción de los procesos metabólicos de la levadura Saccharomyces cerevisiae como subproductos alcohol (etanol) y gas (dióxido de carbono), el resultado es una bebida de sabor ligeramente dulce con un cierto contenido alcohólico. La diastasa (enzima encargada de la hidrólisis de los almidones) producida solo por los procesos de malteado de cereales como el trigo o la cebada, favorece la fermentación alcohólica. No existen otros cereales en la tierra que posean esta enzima.
Sea como sea, desde el punto de vista sociológico resulta evidente que el consumo de cerveza y de vino se reservaba a una élite en las primeras sociedades. Para ello era necesaria la existencia de una cierta complejidad y estructura social en las civilizaciones primitivas. La fermentación de cereales era conocida en la prehistoria de Europa, siendo el mijo silvestre en forma de una bebida pastosa, denominada braga (o bosa) que es uno de los primeros precursores de la cerveza, muy similar a la cerveza kaffir de algunas partes de África. No obstante la elaboración de la cerveza nacería en los lugares donde era más abundante el trigo y la cebada, lugares donde estos cereales históricamente se comenzaban a cultivar.  
En 2021, un equipo de arqueólogos descubrió en Egipto lo que parece ser la fábrica de cerveza más antigua del mundo, en Abidos. Se piensa que la instalación data del reino de Narmer (3050-3007 a. C.), en los inicios del Primer Período Dinástico. Se hallaron ocho unidades, cada una de unos 20 metros de largo y 2,5 metros de ancho, en dos filas. Cada una contiene unos 40 barriles de cerámica en los que se calentaban los granos y el agua para producir cerveza. La fábrica parece haber sido construida para proveer cerveza en las ceremonias reales, como ritos sacrificiales del antiguo Egipto.

### Cereales cultivados: cerveza y pan
El período en el que se iniciaron las actividades agrícolas se encuentra determinado en el período Neolítico, cuando la economía de las sociedades humanas evolucionó desde la recolección, la caza y la pesca a la agricultura y la ganadería. Las primeras plantas cultivadas fueron el trigo y la cebada, es decir: cereales. Hay arqueólogos que especulan que la cerveza ha contribuido significativamente a la Revolución Neolítica. Algunos autores vinculan los inicios de la cerveza a los orígenes de la elaboración del pan (cuyos orígenes se remontan al 8000 a. C.). Las primeras culturas encargadas del cultivo, como la natufiense, el valle del Éufrates en Siria (Abu Hureyra y Mureybet), así como Turquía. A pesar de tener evidencias del cultivo de trigo y centeno en estos lugares, sin embargo no existen evidencias arqueológicas que demuestren la elaboración de cerveza primigenia. Es posible que los medios empleados para almacenar la primera cerveza fueran orgánicos: pieles de animales, maderas, o cestas fuertemente tejidas. 
Los granos de cereal empleados en la elaboración del pan se mojaban frecuentemente en agua, con el objeto de ser ablandados y poder facilitar así su molienda, es posible que algunos restos de estas gachas quedaran fermentando hasta que se detectara casualmente que su bebida era de sabor dulce y ligeramente reconfortante. Es posible que se calentaran con piedras al rojo, o por simple cercanía con un horno, permitiendo la infusión de los cereales. No obstante la mayoría de las evidencias arqueológicas muestran que la cerveza ya se fermentaba en el periodo que va desde 4000 a. C. hasta el 3500 a. C. Un ejemplo claro de este inicio se encuentra en Godin Tepe (ubicado en la actual Irán) donde existen evidencias de fermentación casual de la cebada en el 3500 a. C. Las mismas evidencias se han encontrado Hacinebi Tepe en regiones arqueológicas ubicadas al sur de Turquía. Es una hipótesis plausible que el nacimiento de la agricultura, lleve consigo un procesado de los alimentos, como por ejemplo la fermentación. Pero hasta comienzos del siglo XXI d. C. esta hipótesis no ha sido demostrada con evidencias arqueológicas. Esto supone que este tipo de bebidas pueda ser más antiguo, tal y como sospechan algunos autores.
El malteado permite que los duros granos de cereal sean friables (es decir: que se puedan triturar fácilmente). Con el proceso de malteado los granos inician su germinación de forma controlada, lo que permite que aparezca una gran variedad de enzimas en los cotiledones. Tras un periodo de tiempo se dejan secar y se tuestan con el objeto de detener su actividad enzimática. Los granos malteados se pasan por molinos de mano. La harina obtenida se pone a remojo para formar el denominado mosto. Esta mezcla permite que la cebada sea fermentable y que los azúcares se transformen en alcohol. En la elaboración del zhytos se empleaba la miel sobrante de la limpieza de los panales de abejas. Para su aromatización se añadieron hierbas aromáticas (tomillo, salvia, menta, romero y artemisa).
Los estudios muestran que durante el periodo anterior al establecimiento de la agricultura las plantas eran consumidas tras su propia recolección. La agricultura introdujo además el conocimiento del procesado posterior de las plantas tras su cosecha. Es posible que la cebada fuese el primer alimento cocinado. Acerca de los cultivos agrícolas en la baja Mesopotamia de la cebada entre los ríos Éufrates y el Tigris, no se conocen evidencias de fermentaciones como postprocesos tras el cultivo. Este punto es muy debatido ya que la cerveza es una bebida fermentada que requiere de la intervención humana (al contrario de otras bebidas del mismo tipo como el vino procedente de la vid). No se descarta que las primeras culturas agrícolas hicieran una manipulación de los cereales "cocinándolos" en una especie de gachas, realizando una bebida de cereal tostado, así como bebidas infusionadas: como pueda ser el agua de cebada. Estas bebidas-alimentos bien podrían haberse abandonado en sus recipientes, y haberse expuesto al aire, siendo fermentadas finalmente con levaduras salvajes.

### Cerveza en Sumeria

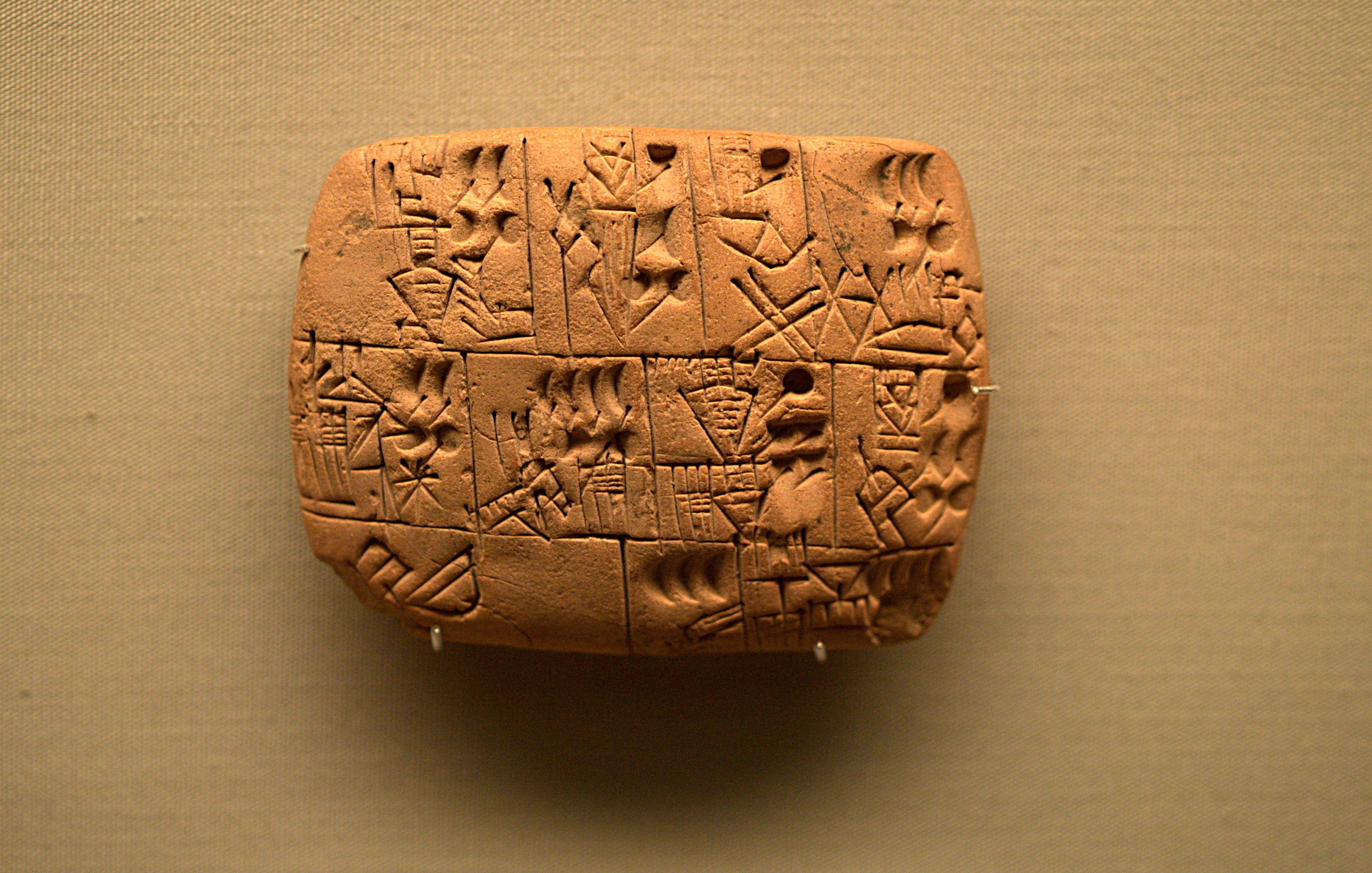
Uno de los documentos más antiguos mencionando la cerveza "alulu", describe la recepción de cuatro litros y medio (5 sila).

Análisis físico-químicos realizados en residuos de vasijas procedentes de Hierakonpolis (Alto Egipto) demuestran que ya se realizaban fermentaciones a gran escala de las maltas de cereales en el periodo de 3500-3400 a. C. A esta cerveza se le denomina históricamente como Nekhen-Hoffman (técnicamente una cerveza tipo ale), en la zona bousa (tal y como se elabora en la actualidad en Sudán). Este tipo de cerveza se consumía en los pueblos núbios y coptos del antiguo Egipto y su técnica de elaboración se ha preservado a lo largo del tiempo llegándose a consumir en el Egipto actual. Estas evidencias muestran que las primeras cervezas eran de tipo ale. A estas evidencias proporcionadas por el análisis de restos se añade la existencia del descubrimiento de tablillas de arcilla sumerias con inscripciones en escritura cuneiforme (datadas del cuadragésimo quinto año de la dinastía Shulgi de Ur en el 2050 a. C.), describiendo la recepción de una cerveza denominada alulu. La descripción realizada con gran detalle, firmada por el escriba sumerio Ur-Amma, agradeciendo la recepción y alabando las cualidades de este tipo de cerveza sumeria, supone ser una de las primeras evidencias escritas sobre la bebida.  
Otras referencias sumerias a la bebida se encuentran en el poema épico de Gilgamesh. En este texto aparece Enkidu ofreciendo una bebida fermentada de cebada «[...] comió hasta que se sintió satisfecho, bebió siete jarras de cerveza, su corazón se sintió luminoso, su cara se cubrió de júbilo y cantó con alegría». Esta creencia religiosa se propagó al Antiguo Egipto en el que existen vinculaciones religiosas de la bebida como un invento de la deidad Osiris. El simbolismo asociado a esta bebida se fue propagando a lo largo del Nilo. Asociando su bebida al cultivo de cereal, al riego periódico de sus campos con agua procedente del Nilo.

## Cerveza en el Antiguo Egipto

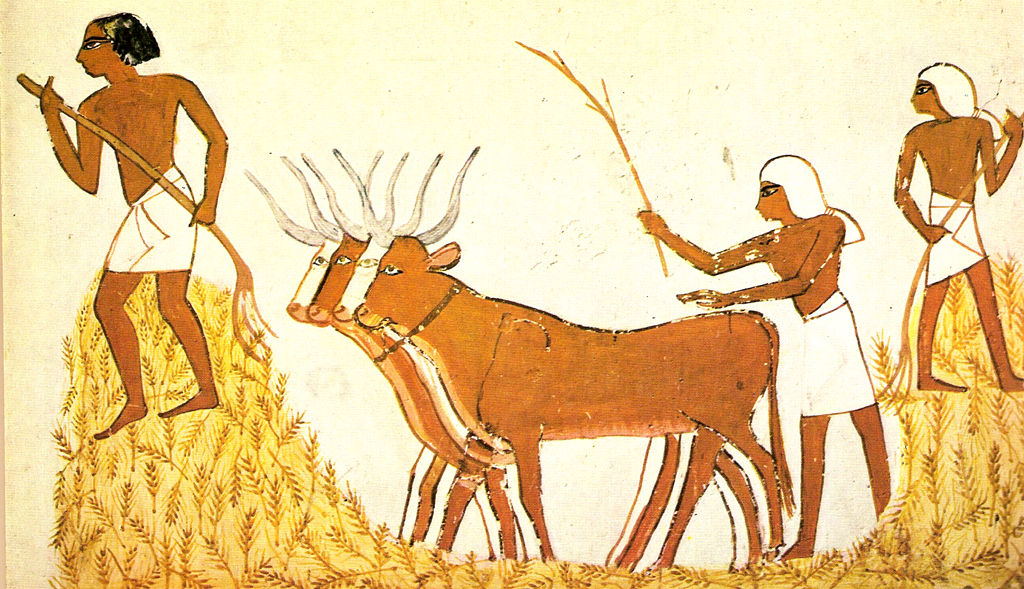
Trilla de cereales en el Antiguo Egipto, en las zonas del denominado creciente Fértil.

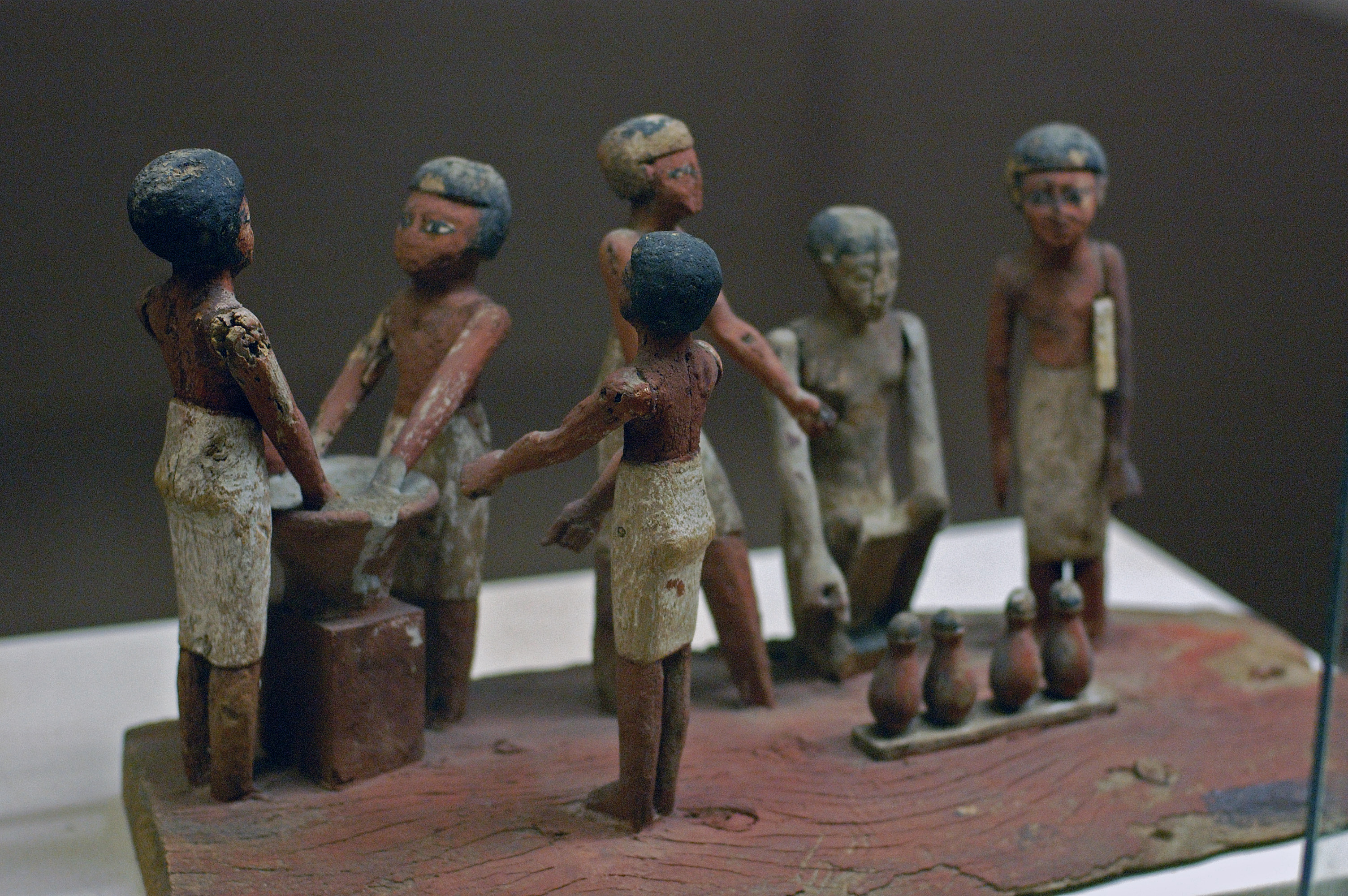
Figuritas de madera ilustrando el proceso de elaboración de la cerveza en el que destaca la especialización del trabajo.

La primera evidencia del uso de la fermentación del trigo y la cebada en el Antiguo Egipto corresponde a la época pre-dinástica (6000-3100 a. C.). El investigador Petrie encontró sedimentos de esta fermentación en jarras de Abadiyeh (un cementerio cercano al Nilo en el Alto Egipto), así como en Naqada. Existen evidencias documentales en el periodo arcaico de Egipto. Los historiadores griegos dan referencias constantes a los egipcios como los inventores de la cerveza y el pan. Algunas de las técnicas arqueológicas para el análisis cualitativo de restos fermentados en vasijas se fundamentan en los resultados obtenidos en el microscopio electrónico de barrido y en la datación por radiocarbono. El estado de los restos arqueológicos encontrados con trazas de almidón han resultado ser clave para investigar los procesos de elaboración de la cerveza egipcia. No obstante el periodo de esta cultura se expande a lo largo de 3000 años, los métodos, las tecnologías fueron cambiando. Un proceso de cambio en la elaboración de la cerveza ocurrió en el periodo del Imperio Nuevo de Egipto. Algunos procesos específicos en la producción de la cerveza son objeto de gran debate, tal y como el malteado de los cereales, de cuya realización no se poseen evidencias. Se desconoce así mismo si la cerveza se consumía en formato de masa pastosa, o simplemente el líquido decantado y convenientemente filtrado. 
El proceso de elaboración de cerveza inicialmente en el 3000 a. C. era simple, y su conocimiento procedía de las culturas sumerias: una masa de pan, trigo y cebada, remojados y enriquecidos con el azúcar procedente de los dátiles comenzaba a fermentar, el líquido resultante se vertía en recipientes donde se sellaba para su consumo. Era habitual saborizar el contenido con alguna fruta, o hierba. En el empleo de cereales, además del trigo y cebada, se añadía una cierta proporción de triticum dicoccum. Es posible que la proporción de cada uno de los tres cereales diera un cierto carácter social a la bebida, empleando unas proporciones para el uso diario, otras para el almacenado, otras para consumir en la otra-vida de acuerdo con las creencias religiosas. Del sellado y de la inclusión de la masa fermentada en el interior de vasijas especiales, quedan evidencias como líneas de nivel con trazas de espuma o residuos secos flotantes. Se sabe por la existencia de diversos textos jeroglíficos que había diversos tipos de cerveza. El estudio detallado de las trazas de diversas vasijas, muestran gránulos de almidón que previamente han sido atacados con amilasa (es decir provocada por una reacción enzimática). El germinado del cereal al ser almacenado puede producirse espontáneamente en un clima húmedo, pero es muy poco probable en un clima desértico como el egipcio. Esta fuente de amilasa solo puede provenir por ataques de hongos, insectos, o por el germinado. Los estudiosos han desechado las dos primeras posibilidades, por inexistencia de restos. El malteado del cereal fue un proceso voluntario que fue introducido por los egipcios, y que distinguía su bebida claramente de la sumeria.     
La cerveza era parte integrante de la cultura del Antiguo Egipto, alcanzando el rango de bebida-alimento asociada a su identidad. El pan y la cerveza eran un alimento básico de la mayoría de la población. Es precisamente una de las primeras culturas en ofrecer evidencias arqueológicas documentadas acerca de la producción agrícola controlada de cereales. Comprobándose que además la producción cervecera a gran escala era una importante actividad artesanal realizada a diario en varias poblaciones. Siendo además una parte integrante no solo de la alimentación: participando como un alimento básico, sino que también así de las actividades religiosas. El modelo estándar empleado en la producción de cerveza se conoce por la abundante interpretación artística hallada en las paredes de algunos edificios como son las tumbas, así como en las técnicas empleadas en la actualidad en la elaboración de bebidas que han pervivido: un ejemplo es el boza. De la popularidad de la cerveza pueden verse inscripciones artísticas en las que puede verse vendedores callejeros en el mercado comerciando con cerveza, estas inscripciones datan del Nuevo Imperio (1550-1170 a. C.) y se encuentran en la ciudad de Ajetatón. Las excavaciones realizadas en Egipto muestran como las panaderías y las factorías de cerveza se encontraban cercanas, ambas empleaban la misma materia prima: la cebada y el trigo (Triticum dicoccum). 
La cerveza era considerada como un alimento en el antiguo Egipto, es decir una fuente de calorías (el etanol aporta unos 7.1 KCal/gramo, el doble que cualquier carbohidrato). Hay que recordar que la fermentación mejora los valores nutricionales de los granos de cereal, cambiando la composición de los azúcares, incluyendo en la bebida resultante ácidos grasos, aminoácidos y diversas vitaminas. Su ingesta calmaba la sed de la población, y el contenido alcohólico residual de la fermentación permitía esterilizar ligeramente los recipientes reduciendo la incidencia de infecciones intestinales causadas por la ingesta de agua potencialmente contaminada procedente de pozos. La cerveza se servía en vasos especiales, para ser bebida directamente o mediante la ayuda de unos tubos. Aparte de las consideraciones que puedan existir de cerveza como alimento, se empleó también como una medicina, existiendo un papiro egipcio con una lista de casi una veintena de recetas de diferentes cervezas aplicables a diferentes enfermedades. Las implicaciones religiosas de la cerveza alcanzan a ser elaborado como alimento para ultratumba. En algunas tumbas se incluyeron factorías a pequeña escala de cervecerías y panaderías egipcias, con el objeto de abastecerse en el más allá.

## Cerveza en el periodo grecorromano

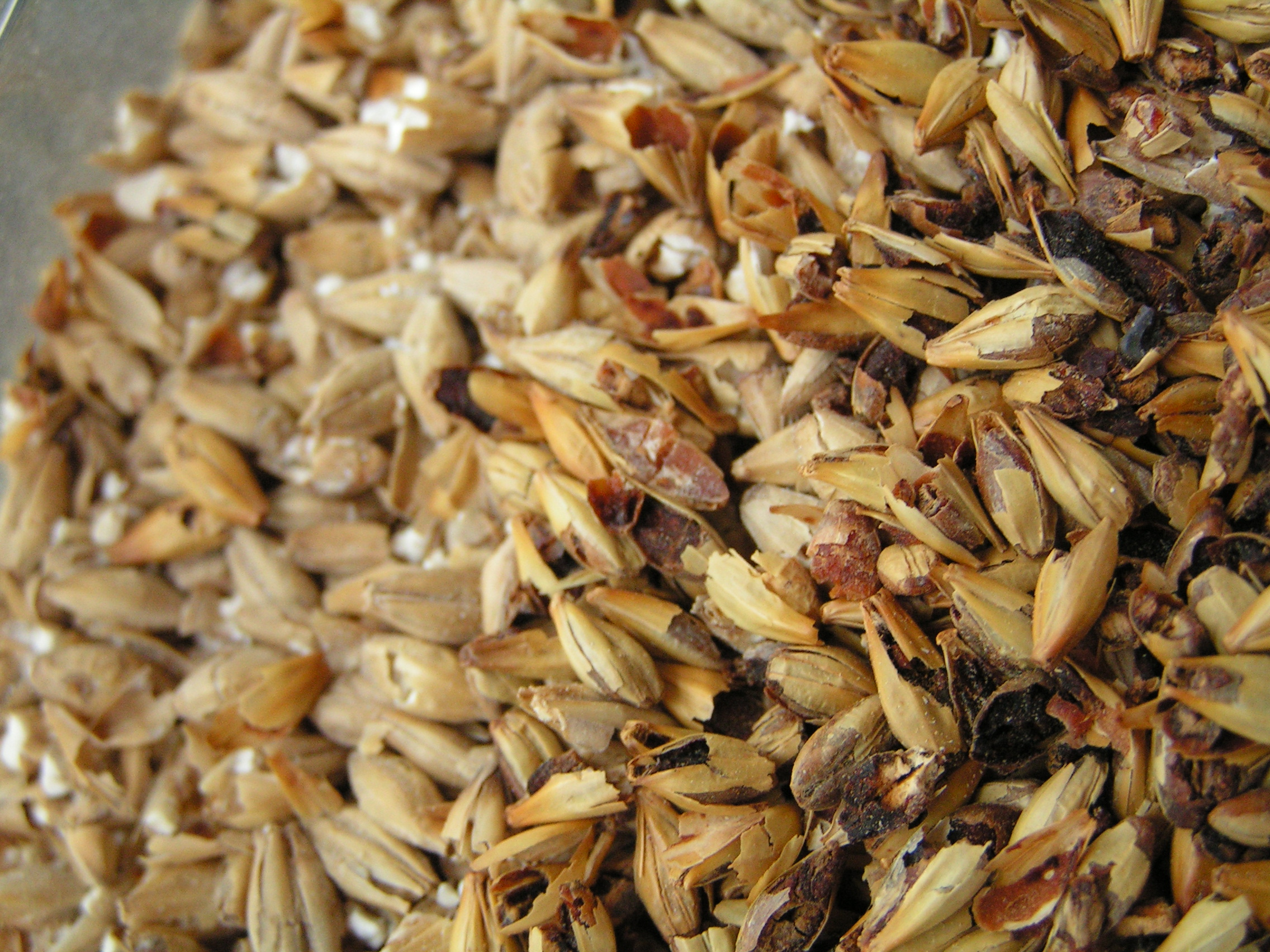
La malta de cebada

El período helenístico de Egipto hizo que la cultura de la cerveza se expandiese por el mediterráneo. Es posible que los antiguos griegos tuvieran el conocimiento de la elaboración de la cerveza procedente de Babilonia. El historiador y viajero Zósimo en su viaje a Egipto describe la realización de la bebida, detallando el proceso de malteado y algunas de las costumbres. La cerveza más popular en este periodo helenístico era el zythum (una fermentación de la cebada/trigo), su denominación proviene de la facilidad que tenía para formar espuma la bebida cuando se agitaba o servía. En griego clásico 'zythum' es una palabra empleada para un alimento que ha sido fermentado (mediante levaduras). Es el filósofo Teofrasto el primero en describir el zythum como una bebida formada por cebada y trigo, preparada con frutas muy maduras. La bebida fue muy popular en Egipto durante milenios y esta fue una de las causas de que se dispersara por la Europa prerromana. Egipto era una fuente de cereales (trigo y cebada) para algunas de las economías emergentes de Europa, los lazos económicos. 
A pesar de las consideraciones médicas a favor de la cerveza, los griegos tenían otra bebida fermentada procedente de la uva: el vino. Ambas eran conocidas y eran consumidas por la población. El vino era considerado como una bebida de las clases altas, mientras que la cerveza era la bebida de las clases bajas. Los campesinos elaboraban su propia cerveza, denominada brytos. Este concepto social de la cerveza se reprodujo igualmente en el periodo del Imperio Romano. Se identificó el vino como la bebida del Imperio, mientras que la cerevisia lo era de las tribus bárbaras.  Los griegos conocían el ciceón (en griego κυκεών, kykeốn que proviene de κυκάω, kykáô, «remover, mezclar»), intermedio entre la bebida y el alimento. Las referencias literarias a la bebida durante este periodo son abundantes, mostrando la popularidad de la misma: En la Ilíada (XV, 638-641) se acompaña de queso de cabra rallado, en la Odisea (X, 234), Circe le añade miel y un filtro mágico. En el Himno homérico a Deméter (v. 208), la diosa rechaza el vino tinto, pero acepta un kykeon compuesto de agua, de harina y de menta. Utilizado como bebida sagrada en los misterios eleusinos, el kykeon era también un brebaje popular, sobre todo para los campesinos: Teofrasto en sus Caracteres (IV, 2-3), muestra a un campesino que ha bebido mucho kykeon e incomoda a sus vecinos por su aliento en la asamblea.  
En Hispania los astures consumían el zhythos. La palabra provenía del zythum egipcio. En Grecia el primero en nombrar la cerveza fue el poeta lírico Arquíloco en el siglo VII a. C.  cuando hace mención a los Frigios y los Tracios (elaboraban su cerveza a partir de centeno). Los escritores griegos posteriores siempre que hacen referencia a la costumbre de beber cerveza mencionan a los Tracios como los propagadores de su popularidad. Muchos escritores menores griegos hacen mención de la cerveza, así como los más conocidos como Aristóteles y Jenofonte (en su Anábasis). A pesar de todo la bebida más común entre los griegos era el vino. Para los griegos, tal y como ser posteriormente para los romanos, beber alcohol era sinónimo de beber vino. La cerveza se bebe en las provincias del oeste y del norte. Los médicos griegos como Galeno consideraban el zythos como algo pernicioso para la presión sanguínea, mientras que Dioscórides menciona que su ingesta afecta a los riñones y nervios, afectando a las membranas del cerebro.  

### El Imperio romano y los pueblos bárbaros
Durante el periodo álgido del Imperio Romano de expansión de territorios se impuso la viticultura en las áreas territoriales bajo su dominación. Los pueblos bárbaros eran considerados por los romanos como pueblos que bebían cerveza y utilizaban la manteca (en oposición al uso de aceite de oliva considerado más romano). A pesar de todo, el consumo de la cerveza en las provincias de Roma era habitual, aunque no una bebida primordial como era el vino. La cerveza se bebía, sobre todo, en las provincias del oeste y del norte. Provincias donde el clima no favorecía al cultivo de la vid. Otra de las bebidas autóctonas del norte de Europa era una fermentación de la miel denominada: Hidromiel. Un ejemplo de la poca popularidad que poseía la cerveza entre los romanos, se puede comprobar en que apenas aparecen recetas que incluyen la cerveza en el libro De re coquinaria de Apicio, existiendo sin embargo una gran cantidad de ellas que incluyen al vino como ingrediente. Las invasiones bárbaras al final del imperio traerían consigo nuevas costumbres de beber cerveza al imperio, que en parte tampoco arraigaron debido a los procesos relativamente más costosos que necesita la cerveza para ser conservada y elaborada en los climas mediterráneos. Producir vino siempre era más sencillo, menos costoso y ya comenzaba a tener una tradición de varios siglos en muchos países europeos.  En algunos casos la introducción de elementos de conservación y transporte, como es el caso de los barriles de madera, es introducido al ver su útil uso en las provincias de la Galia. Este nuevo medio de almacenamiento substituye a las ánforas, y es introducido igualmente en la industria vitivinícola romana. El siglo I fue un periodo de expansión vitivinícola en Europa, diversos decretos de emperadores romanos favorecían su comercialización disminuyendo impuestos frente a otras bebidas.    
El aprendizaje de las técnicas cerveceras durante el Imperio Romano provienen de las provincias anexadas, donde la bebida se podía encontrar en los mercados. Ciertamente los pueblos de las provincias anexadas proporcionaban el conocimiento de su elaboración. Un ejemplo de ello se encuentra en la antigua Palestina: Durante el periodo de cautividad en Babilonia los israelitas aprendieron las prácticas de elaboración de la cerveza. El talmud babilónico menciona en arameo de la šīkrā. La biblia hebrea emplea denominaciones similares (tales como šīkrā o šēkār que en hebreo se denominaban שֵכָר) para describir genéricamente las bebidas fermentadas alcohólicas que no son el vino. En el periodo talmúdico correspondiente al último periodo romano (200-330) se elaboraba con cebada, azafrán y sal. En la comunidad israelita, al contrario que en los egipcios y sumerios de este periodo, el beber cerveza nunca tuvo un significado religioso especial. Sobre la aparición de la cerveza en los textos bíblicos existen investigadores que han estudiado sus escasas referencias. El cristianismo, asociado al periodo final de decadencia romana, no aceptó la cerveza en sus ritos eclesiásticos. Si, sin embargo, al vino. Las primeras comunidades cristianas consideraron la cerveza como una bebida pagana. Esta aceptación fue cambiando con el tiempo. 
Los pueblos galos, tal y como narra el historiador romano Diodoro Sículo, bebían el zythos. Al igual que los pueblos germanos de la frontera norte, tal y como lo narra Cornelio Tácito. Los climas más fríos de estos pueblos, tan alejados del mediterráneo, no permitían el cultivo de la vid, y la bebida más popular era por economía de medios: la cerveza. El historiador Diodoro Sículo, al mencionar la bebida de los pueblos germanos del norte, menciona despectivamente: vini corruptus como la cerveza. El mismo Plinio el Viejo proporciona en su Historia Natural descripciones despectivas hacia la cerveza. La sociedad romana, educada en el tradicionalismo, heredaba la idea de una bebida unida al carácter extranjero de los pujantes pueblos bárbaros. En los inicios del siglo III el emperador romano Diocleciano emite un edicto sobre Precios Máximos (aparece escrita en inscripciones en griego antiguo y en latín) en el que se valora los precios máximos para más un millar de productos, además de establecer el coste de la mano de obra para producirlos. Entre ellos se encuentra la cerveza que por una razón puramente tributaria se distingue entre la cerveza procedente de Europa denominada camun o cervesa, y el zythos egipcio (considerada como cerveza de importación). Las cervecerías de este periodo se instalaban en lugares donde existían abundantes fuentes de agua (generalmente en ríos, o manantiales) y libres de cal (que entorpecen el proceso fermentativo del mosto), de esta forma se podía elaborar una cantidad aceptable de bebida. Estas cervecerías artesanales ofrecían su producto a áreas cercanas, siendo la distribución limitada.
Las denominaciones de la cerveza que hacen los autores latinos distinguen más las razas que las beben, que los ingredientes y procesos empleados. En el siglo IV el historiador Amiano Marcelino al describir las guerras góticas y la conquista de Calcedonia por el emperador Valente, menciona a sus habitantes despectivamente como sabaiarius. El nombre procede del idioma de Panonia: sabaia para cerveza. La denominación camum igualmente pudo haber aparecido ocasionalmente en las descripciones del idioma peonio procedentes de Peonia (Limitaba al este con Tracia y al oeste con Iliria). La denominación celea (o más latinizado caelia) procedía de las tribus celtas. Y finalmente la denominación oficial Cervisa (o cervisia, cerevisa, etc.) procedente del galo. Se desconoce si los ingredientes empleados (con excepción del trigo y la cebada) y las preparaciones de estas cervezas bárbaras eran diferentes, si poseían elementos similares.
La invasión de las islas británicas por las tribus germánicas denominadas anglosajones hizo que se popularizara la bebida en este territorio en el siglo V. Los anglosajones consumían una bebida fermentada exclusivamente de la cebada denominada beor (una especie de vino de cebada), bebida que ya era popular en los pueblos Celtas existentes con anterioridad. Considerada una bebida de los héroes de la Valhalla.

### Cerveza en el Imperio carolingio
El establecimiento del imperio carolingio hizo que el consumo de cerveza se estableciera en el norte de Europa. Su producción, comercialización y consumo pronto tuvo un auge sin precedentes. Ya en el siglo IX, uno de los primeros impulsores de la elaboración ordenada y en mayor escala de la cerveza fue Carlomagno, esto supuso que se propagara su consumo a lo largo del imperio carolingio. Precisamente es en este periodo cuando se propaga por Europa la edificación de templos religiosos a cargo de nuevas órdenes religiosas monásticas con sus propias reglas de convivencia: tal y como son los Orden de los Mínimos (Paulaner en alemán) y Franciscanos. Estas órdenes pronto comenzaron a elaborar cerveza, por ser una bebida generalmente menos dañina que el agua extraída de fuentes y manantiales (a menudo consideradas fuente de enfermedades). A comienzos del siglo XXI algunas marcas de cervezas alemanas y belgas hacen referencias, en sus marcas, a este origen monástico. La denominación cerveza trapista se elabora en algunos monasterios trapistas del norte de Europa (siete en total: seis en Bélgica y uno en los Países Bajos).
Los monasterios durante este periodo no solo se convierten en centros de cultivo y distribución de cereales, sino que poseen los conocimientos de la elaboración cervecera. Los monasterios son los verdaderos conocedores de las prácticas agrícolas, encargados de cultivar alimentos. En muchos casos se convierten en los primeros establecimientos hosteleros de los viajeros y peregrinos que recorren las principales vías de Europa. Todo ello hace que los monasterios sean los primeros preservadores de la cerveza ale. Debido a la poca capacidad de conservación de la cerveza, ésta se comercializaba en lugares cercanos a los monasterios. Uno de los primeros lugares en el que se dispensa cerveza que puede ser visitado a comienzos del siglo XXI y data del año 766, esta cervecería abastecía a los viajeros y a la abadía de St. Gallen de Geisingen ubicado a orillas del Danubio. En el siglo XVII los teólogos cerrarán un debate sobre la ingesta de chocolate que se resume en una famosa sentencia que afectó a la ingesta de cerveza: «Liquidum non frangit jejunum». El consumo de cerveza no rompía las normas de ayuno durante los periodos de abstinencia. Su elaboración respetaba además las reglas monásticas que iban surgiendo en los monasterios de la Europa medieval.

## Cerveza desde la Edad Media hasta el Renacimiento
El consumo de cerveza y su elaboración florece en el periodo de la Edad Media en el norte de Europa. La cerveza es más barata que el vino, y se adquiere mejor en los mercados. La aparición de las grandes ciudades hace que la cerveza comience a recibir  impuestos. Sobre las técnicas existentes para la elaboración, se sabe que la primera receta de cerveza ale escrita en Europa proviene de la ciudad belga (desde 1840) de Gante y data del siglo XIV. El primer tratado sobre cerveza se escribirá en el siglo XVI. La cerveza durante este periodo de su historia evoluciona en calidad, y la que se consume durante este periodo en Europa tiene poco en común con la que ya se consumía en el siglo III.
En el mundo islámico la restricción sobre las bebidas alcohólicas debido a restricciones religiosas hizo que la demanda se redujese considerablemente en las áreas bajo su dominio. En la zona del Al-Ándalus existían puntos de compra de esta bebida en los mercados de las ciudades más importantes. Algunos autores andalusíes mencionan recetas de elaboración de cerveza. El consumo de bebidas alcohólicas se reducía a la ingesta de vino, y no obstante, desconectado de las mejoras descubiertas en Europa hacían ver que el consumo se redujera a cervecezas de tipo ale.

### Del gruit al lúpulo

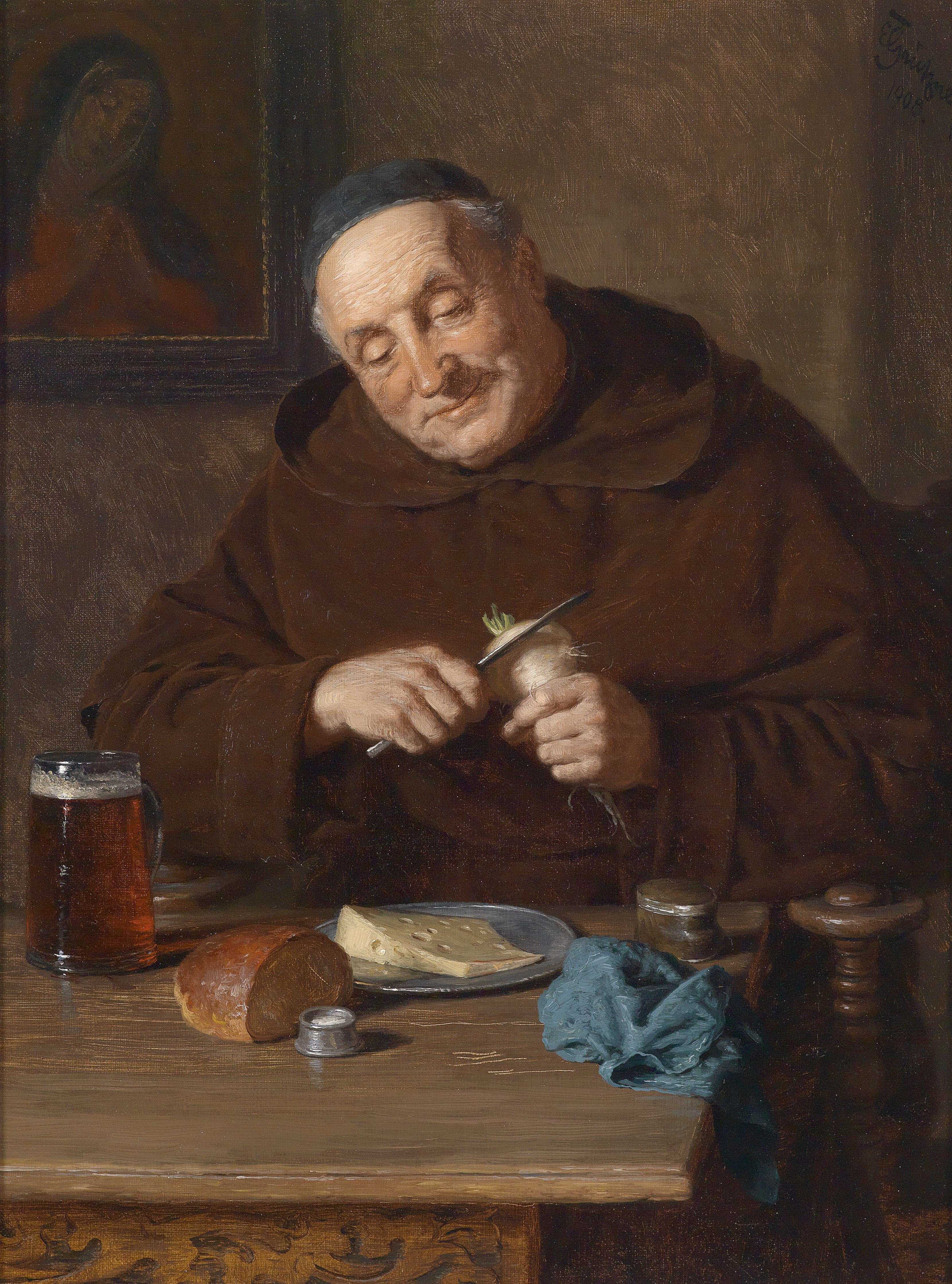
Los monjes europeos, no solo guardaron la tradición, sino que mejoraron los procesos fermentativos de la cerveza.

Es en este periodo medieval cuando se deja de aromatizar la cerveza con hierbas como el mirto (myrtus communis), para emplear por primera vez el lúpulo. El lúpulo posee además propiedades conservantes, algo que permite un mayor tiempo de almacenamiento. El lúpulo en forma de resinas que existen solo en las flores femeninas proporciona un aroma, un sabor ligeramente amargo y estabiliza la espuma. La incorporación del lúpulo a la cerveza en la fase de cocción del mosto fue un hito en la producción. Se sabe que la planta fue plantada y cultivada en Babilonia con objeto de ser empleada por sus propiedades medicinales, pero se desconoce fuente escrita (o evidencia arqueológica) que describa su uso en cervecería. El primer uso del lúpulo en la aromatización del mosto de la cerveza data de 1079. A pesar de todo el valor de esta hierba aromática no se reconoce en la industria artesanal cervecera hasta el siglo XII, llegando a ser una hierba íntimamente unida al sabor de la cerveza elaborada en la mayoría de las ciudades europeas del siglo XIII. Las hierbas tradicionales hasta la fecha fueron: el romero (Salvia rosmarinus), el mirto (Myrtus communis), el cilantro (Coriandrum sativum), la aquilea (achillea millefolium). En las islas británicas las ales de fuerte sabor dulce se preferían, evitando los tonos amargos de las cervezas alemanas. A pesar de todo en Inglaterra se comenzó a cultivar el lúpulo en 1524.  
Fue Hildegarda de Bingen, abadesa del monasterio de Rupertsberg en 1153, quien primero adicionó lúpulo (Humulus lupulus) al mosto de la cerveza, antes de fermentar. Otras referencias al empleo de lúpulo se remontan al noble francés Juan I de Borgoña, quien a comienzos del siglo XV impuso mediante un edicto el empleo de esta hierba aromática. El desarrollo de esta cerveza aromatizada continuó en el siglo XXI. Antes de añadir lúpulo, las cervecerías se distinguían por el Grutrecht (licencia de sabor), que era una combinación de hierbas que conformaba el aroma característico de la cerveza, todos los cerveceros tenían la obligación de incorporar la mezcla. Los impuestos que pagaban estaban directamente relacionados con la cantidad de hierbas (grut o gruit) compraban. El contenido y composición de la mezcla de hierbas era un secreto, evitando de esta forma las falsificaciones. Como el uso del lúpulo amenazaba la recaudación mediante impuestos del Grutrecht, en algunos países como Inglaterra y Holanda se llegó a prohibir inicialmente. Inglaterra añadió el lúpulo a sus 'cervezas ales' tras la guerra de los Cien Años (1337-1360). Tras el instante en el que se añadió el lúpulo a la cerveza, y este nuevo sabor fue generalmente aceptado, la terminología cervecera en algunos países anglosajones cambió. La 'vieja cerveza' elaborada sin lúpulo se denominaba 'ale', mientras que la 'nueva cerveza' elaborada con lúpulo se denominaba 'beer'. Esto añadió confusión ya que se empleó indistintamente los términos 'ale' o 'beer' durante muchos siglos posteriormente.
Los siglos XV y XVI fue un periodo de expansión de la bebida a lo largo de toda Europa, la demanda creció en los países del este y del norte. La mejora en los canales comerciales, como la establecida liga Hanseática, hizo que se pudiera exportar entre países. Unido a la introducción de lúpulo que permitía aumentar su periodo de caducidad y aumentar la distancia entre mercados. La aparición de una reforma protestante en las zonas del norte se distanciaban de los preceptos de Roma. Todo ello hizo que la bebida tomara una identidad propia. La popularidad de la bebida creció en algunos países que pronto se elaboraron leyes para su regulación. Un caso muy ilustrativo ocurrió en Alemania donde fue decretada el 23 de abril de 1516 por el emperador Guillermo IV de Baviera la Reinheitsgebot (o ley de pureza) con validez en el territorio Sacro Imperio Romano Germánico. Mediante esta ley de pureza se establecía que la cerveza solamente se debía elaborar a partir de tres ingredientes: agua, malta de cebada y lúpulo. La ley fija además el precio por medida ('Maß'). Se cree que es la primera regulación legal de un alimento en la historia de la humanidad. Esta debatida ley, según autores,[cita requerida] pudo estar motivada por un deseo imperial de controlar el beneficioso monopolio de la cebada, según otros,[cita requerida] con el objeto de evitar falsificaciones en la elaboración de la bebida. Esta ley estuvo vigente en Alemania hasta comienzos del siglo XX, siendo substituida por la 'Ley Alemana Provisional de la Cerveza de 1993' (Vorläufiges Deutsches Biergesetz).
La denominación de cerveza y 'ale' es a veces sinónima en los textos cerveceros ingleses de la época, y con frecuencia se menciona al 'licor de malta' ('malt liquor'), lo que indica que la cerveza es un 'licor de malta' aromatizado con lúpulo y fermentado. En el siglo XVI, la cerveza inglesa se mantiene bajo la tradicional fórmula del 'ale' (alta fermentación) y sin contenido de lúpulo. Sin embargo, en el XVII comenzó a haber 'ales' con el aroma amargo del lúpulo. Anterior a esta fecha se empleaba en la elaboración de las cervezas una mezcla de hierbas denominada gruit, esta mezcla proporcionaba aromas herbales y sabor amargo similar al lúpulo. Aparece una cerveza 'ale' en 1721 muy oscura debido al excesivo tostado de la malta, muy popular entre los porteadores del río Támesis, su uso exclusivo del gremio de porteadores acaba denominando a la cerveza 'porter' (de los porteadores). 
Esta es la razón por la que los términos 'cerveza' ('beer') y 'ale' conviven como sinónimos durante algún tiempo. El término 'beer' se hace presente en ciudades como Londres, área donde se tiene porter y posteriormente el stout (en el siglo XIX). Cervezas que se consideran suaves, oscuras y maduradas durante largos periodos de tiempo. Algo distinto a las ales de provincia que se caracterizan por ser pesadas, claras y presentadas al consumidor como «más jóvenes», es decir, con periodos de maduración menor. Las cervezas 'ale' eran dulces y posiblemente no fuesen completamente fermentadas. La industria cervecera inglesa a comienzos del siglo XVI se concentraba en áreas urbanas como Londres y Canterbury. Se crean oficiales especializados en probar la cualidad y sabor de las cervezas: los ale-conner. Esta tradición se mantuvo en Londres hasta 1911.

### Nacimiento de cervezas "lager"

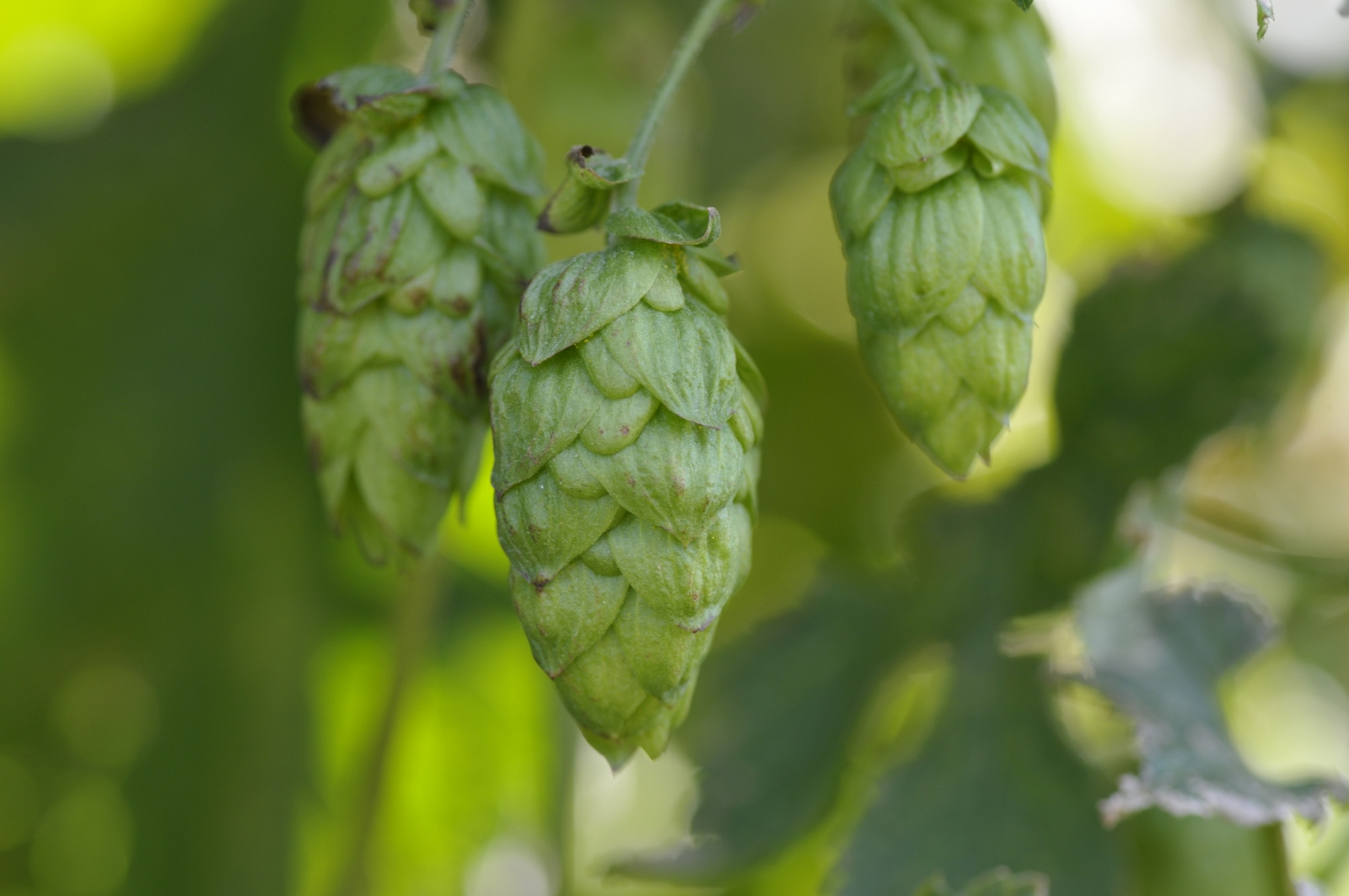
La flor femenina del lúpulo es la empleada en la saborización de la cerveza a partir del siglo XV. En el el mayor área de cultivo se encuentra en Hallertau (Baviera).

Es precisamente en los monasterios medievales y renacentistas donde se experimenta con las levaduras fermentativas, y se consigue una fermentación en el fondo de la cuba, esta nueva fermentación necesita del frío natural que existe en las cuevas. Surge de esta forma la cerveza tipo lager a comienzos del siglo XV. Esta cerveza, en clara oposición con la tradicional ale, poseía nuevas características de sabor. En Europa se produjo pronto una separación en lo que supone la elaboración de cervezas, por una parte en las islas británicas se continuó perfeccionando la fermentación alta (cerveza tipo ale) con la ayuda de la levadura S. cerevisiae, hasta lograr una gran tradición en su elaboración. Mientras que en gran parte del interior del continente de Europa se prefirió adoptar la cerveza con baja fermentación (cerveza tipo lager) con la ayuda de la levadura  Saccharomyces pastorianus.
La levadura Saccharomyces pastorianus (sinónimo de la Saccharomyces carlsbergensis) es una alotetraploide híbrida, una especie domesticada creada por la fusión de la levadura Saccharomyces cerevisiae (Empleada tradicionalmente en la elaboración de las cervezas tipo ale) con una especie Saccharomyces tolerante a las bajas temperaturas. Otras dos levaduras criotolerantes de la especie Saccharomyces spp. se ha asociado con la cerveza como contaminantes (Saccharomyces bayanus) y con la fermentación de la sidra y el vino a bajas temperaturas (Saccharomyces uvarum). La S. pastorianus nunca ha sido aislada en un entorno natural, y ha dependido siempre de las actividades fermentativas humanas para su propagación, es por esta razón por la que aparece como una especie alotetraploide híbrida species de la S. cerevisiae y de otra levadura desconocida. A comienzos del siglo XXI se descubrió que la otra levadura criotolerante era la Saccharomyces eubayanus (procedente de los bosques de nothofagaceae de la Patagonia). El cultivo de las levaduras se logró de forma controlada en 1880. Y finalmente tras muchas investigaciones genéticas realizadas durante las décadas de final de siglo XX la compleja estructura genética de la levadura fue desvelada.

## Cerveza en el "Nuevo Mundo"

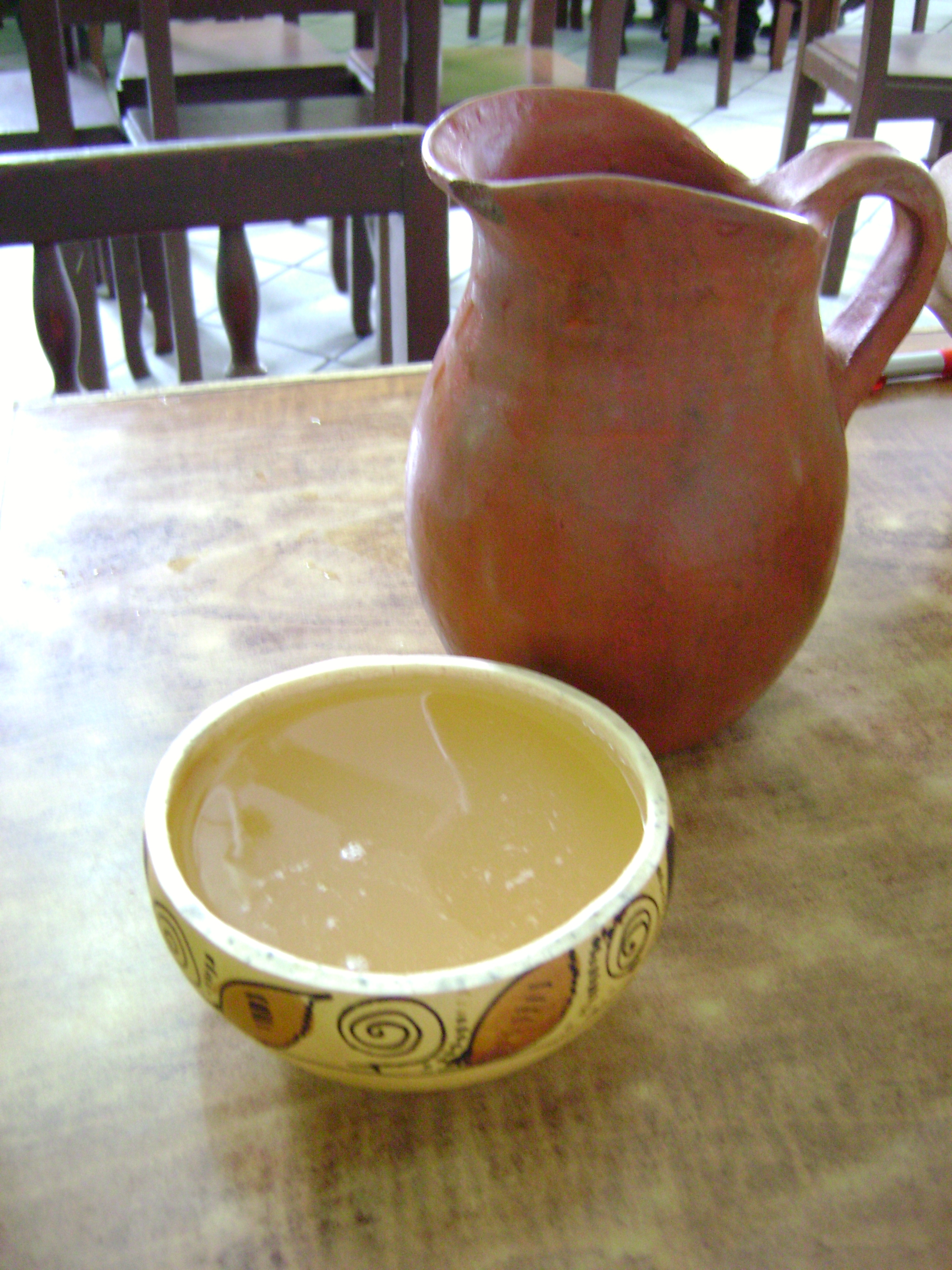
En la América precolombina el maíz (Zea mays L.) fermentaba en una bebida similar a la europea cerveza: la chicha.

En la América precolombina el maíz es el cereal popular y se elaboraba una bebida fermentada similar a la cerveza. De la popularidad de esta bebida dan testimonios varias crónicas de conquistadores españoles indicando su importancia social, como lo eran las cervezas de tipo ale en Europa. El maíz es un cereal que proviene originariamente de ciertas zonas de Mesoamérica, en su historia se dispersó hacía el resto del continente americano, donde se fueron generando diferentes variedades con adaptación a los ambientes climáticos. La fermentación de cereales como el maíz (Zea mays L.) proporciona una bebida fermentada: la chicha. La popularidad de esta bebida en la época precolombina era tal que era empleada como alimento diario así como empleada en los rituales religiosos. Este cereal tenía su presencia en la región andina y la bebida fermentada que se asociaba generalmente con el imperio inca. Los incas empleaban a los familiares en su elaboración, para luego ser servida en las festividades. En muchas ocasiones la chicha era un medio para obtener mano de obra. Los agricultores dependían de los chicheros para la obtención de la bebida, debido en parte a empleaban también los frutos de algarroba (Prosopis sp.) y de molle (Schinus sp.). Otras bebidas fermentadas en la América precolombina kaschiri (cerveza cassava) se consume en la zona de Brasil, el tesguino un fermentación del maíz es consumido en México. 
Desde que los conquistadores españoles colonizaron América del Sur y los británicos colonizaran América del Norte ninguna de las bebidas procedentes de los indígenas llegó a producirse en gran escala. La excepción fue el pulque (fermentación del agave o maguey, especialmente el maguey pulquero -Agave salmiana-) que formó parte de la bebida de las comunidades de clase baja en México hasta la década de los años cuarenta. El continente americano consume en el siglo XX las cervezas de tipo lager descubiertas en el siglo XV en el norte de Europa, cervezas de tipo pilsener que proliferaron a comienzos del siglo en todo el mundo, en este caso en detrimento del consumo de las bebidas autóctonas. A pesar de expandirse su consumo, la cerveza comenzó a tener diversos competidores en otras bebidas emergentes como fue el café, té, chocolate (inicialmente era una bebida).  

### Cerveza en la colonización de América
Durante el descubrimiento de América por Cristóbal Colón en 1492 y posterior colonización europea de América, la cebada y el trigo fueron introducidos en los cultivos locales. De la misma forma, se introdujo la fermentación de estos cereales, en contraposición con las fermentaciones autóctonas del maíz. Fueron precisamente las colonias británicas del norte las primeras en elaborar cerveza de cebada y trigo. Los colonizadores españoles, más interesados en el cultivo de la vid, en tierras de California, estaban más preocupados en el desarrollo del vino que de la cerveza. La vid es una planta compleja que necesita varios años antes de poder aclimatarse al nuevo clima y poder recolectar uvas. Sin embargo, la cebada necesita solo medio año para ser cultivada y unos meses para elaborar la cerveza. Algunos de los colonos que acompañaban a Hernán Cortés, y en 1540 en la ciudad de México se instaló una de las primeras cervecerías que elaboraban su bebida con la cebada, pero la elevada imposición de tasas y la preferencia por la bebida local, denominada pulque, acabaron por hacerlo poco rentable. Las primeras cerveceras que lograron funcionar con éxito fueron en las colonias de Jamestown (Virginia) debido a la compañía inglesa London Company se convierten en los primeros importadores de cerveza en el Nuevo Mundo en 1607.

### Evolución en América hasta elsigloXIX
Las zonas de América colonizadas por europeos provenientes del norte de Europa (donde el consumo de cerveza era más popular en el siglo XVI desarrollaban una industria cervecera. Las zonas donde se instalaban europeos del sur, de la zona del mediterráneo, la cultura del vino era más frecuente (generalmente españoles y portugueses). De esta forma se crearon entre los colonos dos vertientes en el consumo de bebidas alcohólicas fermentadas.  
Las primeras cerveceras norteamericanas fueron instaladas por peregrinos británicos y neerlandeses en Virginia y Nueva Ámsterdam. Estas primeras cervezas eran ale y no contenían lúpulo. Ya en el siglo XVII se incluyó el lúpulo: al gusto europeo. Entre el final de la guerra civil norteamericana y la proclamación de la ley seca en 1917 la industria cervecera norteamericana crece a gran ritmo, siendo una de las más prometedoras. Durante los primeros treinta años de este periodo inicial, la producción creció. Estas compañías participaron en las innovaciones tecnológicas que se produjeron en las factorías cerveceras mundiales durante el periodo de final del siglo XIX. La demanda creció debido a la aparición masiva de locales: Saloons y tabernas, donde servir cerveza a creciente población de colonos europeos. Las principales ciudades cerveceras en el siglo XVIII fueron Nueva York y Filadelfia. Una de las primeras cerveceras norteamericanas es Yuengling, fundada en 1829 en Pottsville, Pensilvania por el cervecero inmigrante alemán David Gottlob Jüngling. El emigrante alemán Emil Clemens Horst cultivó lúpulo en diversos campos de San Francisco, y a comienzos del siglo XX revolucionó las técnicas de cultivo realizando varias patentes. 
La industria de cada una de las nuevas ciudades ofrecía una gran cantidad de cerveza barata a los colonos, compitiendo con otras bebidas emergentes: el ron, el bourbon. La bebida se asociaba a los inmigrantes alemanes, la mayoría de las industrias cerveceras pertenecían a familias alemanas. Surgen las imposiciones de tasas a las bebidas alcohólicas, esto afectó al consumo de cerveza. A raíz de ello surgen asociaciones cerveceras, como en 1862 la United States Brewers' Association, en respuesta a las leyes impositivas federales. La ley seca en 1917 afectó a las compañías cerveceras norteamericanas, causando una disminución drástica de la demanda. Esta situación afectó a las compañías cerveceras de México que, en el otro lado de la frontera, aumentaron su producción y transporte clandestino.
Durante la Segunda Guerra Mundial, en el territorio de Estados Unidos, la cerveza se identificó con la Alemania nazi, razón esta por la que su consumo descendió en todo el territorio.

## Cerveza en Asia

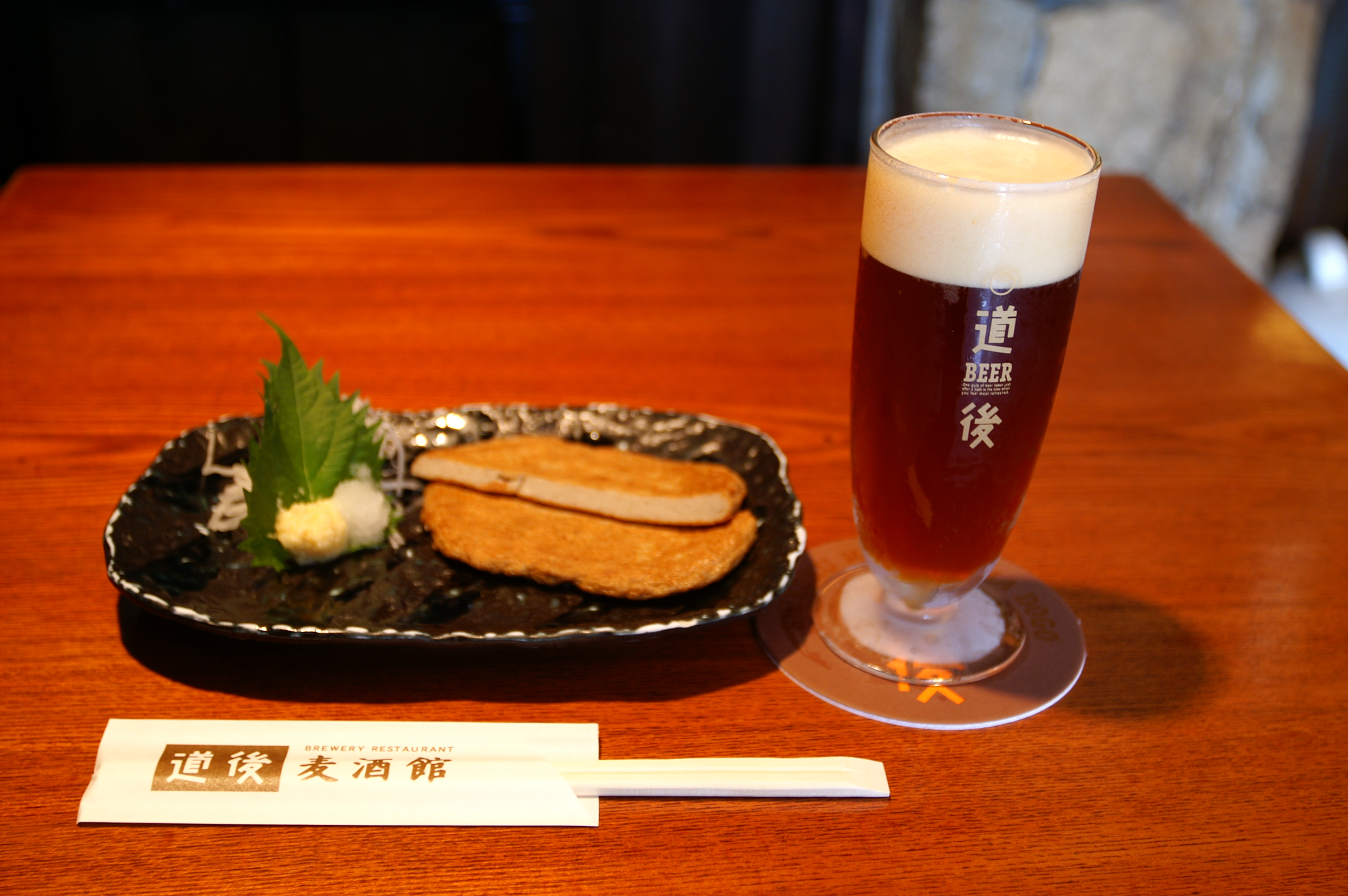
Países tradicionales como Japón incluyeron poco a poco la cerveza de trigo en detrimento del sake.

En Asia el cereal más habitual en la alimentación es el arroz (Oryza sativa). Existen evidencias arqueológicas en el periodo Neolítico de la fermentación del arroz resultando el 酒麴 (Jiǔ qū) en China y el Koji en Japón. Estas fermentaciones del arroz convertían igualmente sus azúcares en bebidas como el 酒糟 (Jiǔzāo), que se emplea en la actualidad como ingrediente de muchas condimentos en platos de la cocina china, al igual que se emplea el vino en la cocina de occidente. La bebida más popular y antigua es el sake (conocida en Japón como nihonshu (日本酒? "alcohol japonés"). El saké a diferencia de la cerveza occidental a base de trigo o cebada, las amilasas que hidrolizan el almidón en los azúcares fermentables no provienen de los propios granos de arroz, ya que estos se han molido para quitar el salvado, y por lo tanto no pueden ser malteados. Es por esta razón por la que se denominaba kuchikami no sake, (口噛みの酒) o "sake para masticar en la boca". La cerveza de mijo de origen chino, xǐaomǐ jǐu (小米酒), hecho de la misma manera, aparece mencionado en inscripciones desde el siglo XIV d. C. a. C. cuando se ofrecía a los dioses en los rituales religiosos. Después, aproximadamente en el siglo VIII d. C. a. C., el fermentado de arroz, mǐ jǐu (米酒) con una fórmula casi exacta al sake japonés, alcanzó gran popularidad en China. El desarrollo de técnicas y métodos desde China en el siglo VII d. C. acabaron por producir un sake de mejor calidad. El sake se volvió muy popular y se estableció una organización para la preparación de esta bebida en el Palacio Imperial de Kioto, capital de Japón en esa época; el resultado de este apoyo condujo a un desarrollo rápido de las técnicas de producción. En la Era Heian, se desarrolló el tercer paso en el proceso de elaboración del sake (una técnica que aumentaba la cantidad de alcohol y reducía la acidez). Durante los cinco siglos siguientes las técnicas de elaboración del sake fueron mejorando constantemente. La cerveza de trigo fue ya popuar en China durante la dinastía Han.
En Japón en la ciudad de Sapporo se establece en 1876 una fábrica cervecera denominada Kaitakushi, la producción se encuentra bajo control de cerveceros alemanes. La popularidad de esta producción en Japón hizo que las cervezas de tipo lager fueran más populares que las ale. Privatizada en 1886, la Sapporo brewery fue la pieza central de la producción cervecera en Japón. En 1906 se fusionó con la cervecera Kirin (creada anteriormente en el año 1864 por el noruego de nacionalidad estadounidense Johan Martinius Thoresen (William Copeland). Un año después, los empresarios ingleses W.H. Talbot y E. Abbott, con la ayuda del escocés Thomas Blake Glover, compraron la compañía y la reimpulsaron con el apoyo de dos empresarios japoneses, Yonosuke Iwasaki y Eiichi Shibusawa. Con un fuerte apoyo financiero, la empresa pasó a llamarse Japan Brewery Company, y comenzó a reportar beneficios. En 1888 adopta su nombre definitivo, Kirin, en honor al ser mitológico, mitad caballo mitad dragón, que está considerado como un símbolo de la suerte en la cultura oriental.
El mercado las Indias Orientales era atractivo pero difícil de penetrar para los cerveceros británicos a principios del siglo XVIII d. C.. Después de establecerse en la India, Gran Bretaña tenía una gran cantidad de tropas y de civiles que exigían cerveza. Sin embargo, el viaje largo y caluroso resultaba demasiado difícil para las dark ales y las porter de Inglaterra. Las naves salían normalmente de Londres, cruzaban al sur más allá del ecuador a lo largo de la costa de África, rodeaban el Cabo de Buena Esperanza y después cruzaban el Océano Índico hasta alcanzar Bombay, Calcuta, y Madrás. Las fluctuaciones de la temperatura eran enormes, y el mar del África meridional daban lugar a un viaje extremadamente violento. Los primeros envíos a la India llevaban en botellas cervezas tipo porter, la cerveza preferida en Londres, que generalmente llegaba caducada, mohosa y agria. La solución al problema de la cerveza finalmente vino de una receta creada por George Hodgson de la Bow Brewery del este de Londres. Hodgson comenzó el envío de la India pale ale durante 1790. La versión India era una variación de su pale ale, que los londinenses habían bebido desde mediados de 1750. Las pale ales eran llamadas así porque eran más ligeras en color que las brown ales populares y las porters y las stouts. Gracias en parte a la receta de Hodgson, el mercado cervecero indio se amplió enormemente. En 1750, cerca de 1480 barriles salieron de Inglaterra hacia la India — en 1800, 9000 barriles fueron exportados y hubo un aumento de cerca de 7500 barriles en envíos durante años. El éxito de las India Pale Ale (IPA) pronto fue copiado por las cervecerías Salt, Allsopp, y Bass, que se vanagloriaban de haber sido las primeras en copiar el estilo de Hodgson. Los cerveceros americanos también comenzaron a elaborar cerveza IPA para la exportación y los mercados interiores.
La extensión del mercado indio de la cerveza causado por IPA de Hodgson condujo en última instancia a la edificación de las primeras cervecerías de Asia. A finales de 1820 Edward Dyer se fue de Inglaterra para crear la primera cervecería india en Kasauli (conocida más adelante como Dyer Breweries en 1855) en las montañas de Himalaya, produciendo la primera cerveza Lion asiática. Dyer instaló más cervecerías en Solan, Shimla, Murree, Rawalpindi y Mandalay. Otro empresario, H G Meakin, se trasladó a la India y compró las viejas cervecerías de Shimla y de Solan de Edward Dyer y agregó más en Ranikhet, Dalhousie, Chakrata, Darjeeling y Kirkee. En 1937, cuando Birmania se separó de la India, reestructuraron a la compañía con sus activos indios como Dyer Meakin Breweries, convirtiéndose en una compañía pública en la bolsa de Londres. Después de independencia en 1949, N.N. Mohan asumió el control a gerencia de la compañía y el nombre fue cambiado a Mohan Meakin. La compañía continúa produciendo la cerveza por toda la India a día de hoy y la Lion todavía está disponible en el norte de la India. 

### Cerveza en Oceanía
En Australia, Nueva Zelanda (Oceanía en general) la historia de la cerveza comienza con su historia colonial. Al haber sido un terreno explorado la colonia de la Corona británica de Nueva Gales del Sur, se establece un asentamiento y colonia penal en Port Jackson (que actualmente forma parte de Sídney) fundados por el capitán Arthur Phillip el 26 de junio de 1788. El primer cervecero de Australia fue John Boston en 1796 en Parramatta (un suburbio de Sídney, Jhon aromatizaba su cerveza con physalis peruviana a falta de lúpulo. Las cervezas de tipo lager no fueron en Australia hasta 1885. La cervecería española denominada Cerveza San Miguel. El misionero español Francisco de Paula y Marín siendo consejero de Kamehameha I en 1812 elabora la primera cerveza en Hawái.

## Cerveza en África

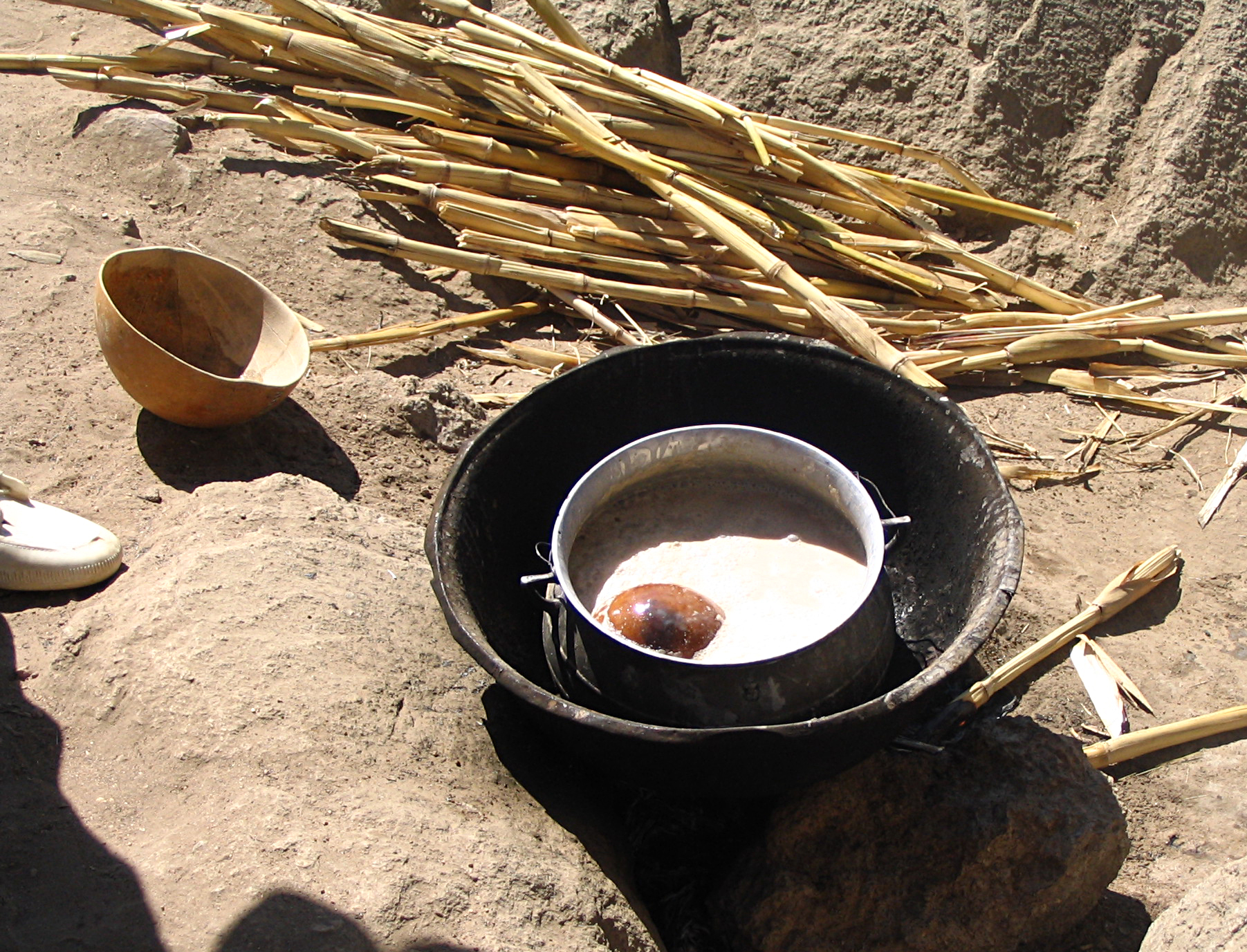
Cerveza de mijo en Camerún

La elaboración tradicional en muchos países africanos parte del remojado del cereal mijo durante un periodo de ocho a doce horas. Muchas de estas cervezas provienen de la época colonial y en el siglo XX d. C. forman parte de la economía rural de muchos poblados. Se emplea en este continente diversos cereales como el sorgo (como el sorghum caffrorum), el mijo, la cassava (Manihot esculenta). Se tiene de esta forma el Ajon (la bebida nativa de Uganda). En algunos países, como Tanzania, se elaboraban bebidas con plátanos (Musa × paradisiaca) fermentados y mezclados con mijo como el mbweje. El mbweje contiene un 5% de alcohol en volumen. 
Las bebidas alcohólicas africanas nativas se realizan en dos etapas: con un cereal local (generalmente mijo) que se mezcla en una segunda etapa con una fuente de azúcares (generalmente frutas locales). Su producción es muy habitual, y ciertamente, cada localidad, poblado tiene su receta propia. Todas ellas poseen una tonalidad opaca: razón por la que se denominan cervezas opacas. Los países europeos colonizadores hicieron que muchas de las cervezas locales substituyeran los cereales locales por el trigo. Las cervezas se distribuían en los periodos festivos.

## Cerveza en el periodo industrial
La cerveza ha sido uno de los primeros alimentos industrializados de la humanidad. Esta característica ha favorecido su dispersión globalizadora por el mundo. La cerveza se comenzaba a industrializar a finales del siglo XIX, y en Europa tenía tres centros, cada uno de ellos con su estilo propio de elaborar cerveza: Burton-on-Trent (Inglaterra), Múnich (Alemania), Pilsen (Bohemia). De las tres, solo la "pilsener" acapara todos los avances técnicos, científicios, publicitarios que iban surgiendo. La cerveza ganó popularidad debido a la escasez de vino en 1850 debido a la asolación de los viñedos causada por la plaga de la filoxera (Dactylosphaera vitifoliae), este fenómeno hizo que por algunos años los mercados vitivinícolas se vieran afectados hasta el punto de cesar su producción.   
|                                                                                |
| Anuncio de cerveza lager de finales de siglo XIX, aparece una familia bebiendo |

|                                                    |
| Una Roessle premium lager de finales del siglo XIX |

La aparición de nuevas técnicas de información, denominadas mercadotécnia (marketing). En 1840 aparece el concepto de escuelas cerveceras, lugar donde se forman a los futuros cerveceros, y se realiza investigación básica para mejorar aspectos de la cerveza. Este fenómeno, iniciado en Múnich, se propaga por las capitales europeas creando una red social de cerveceros que favorecerá la implantación de los procesos industriales en la fabricación de la cerveza.  

### Los inicios de la ciencia microbiológica

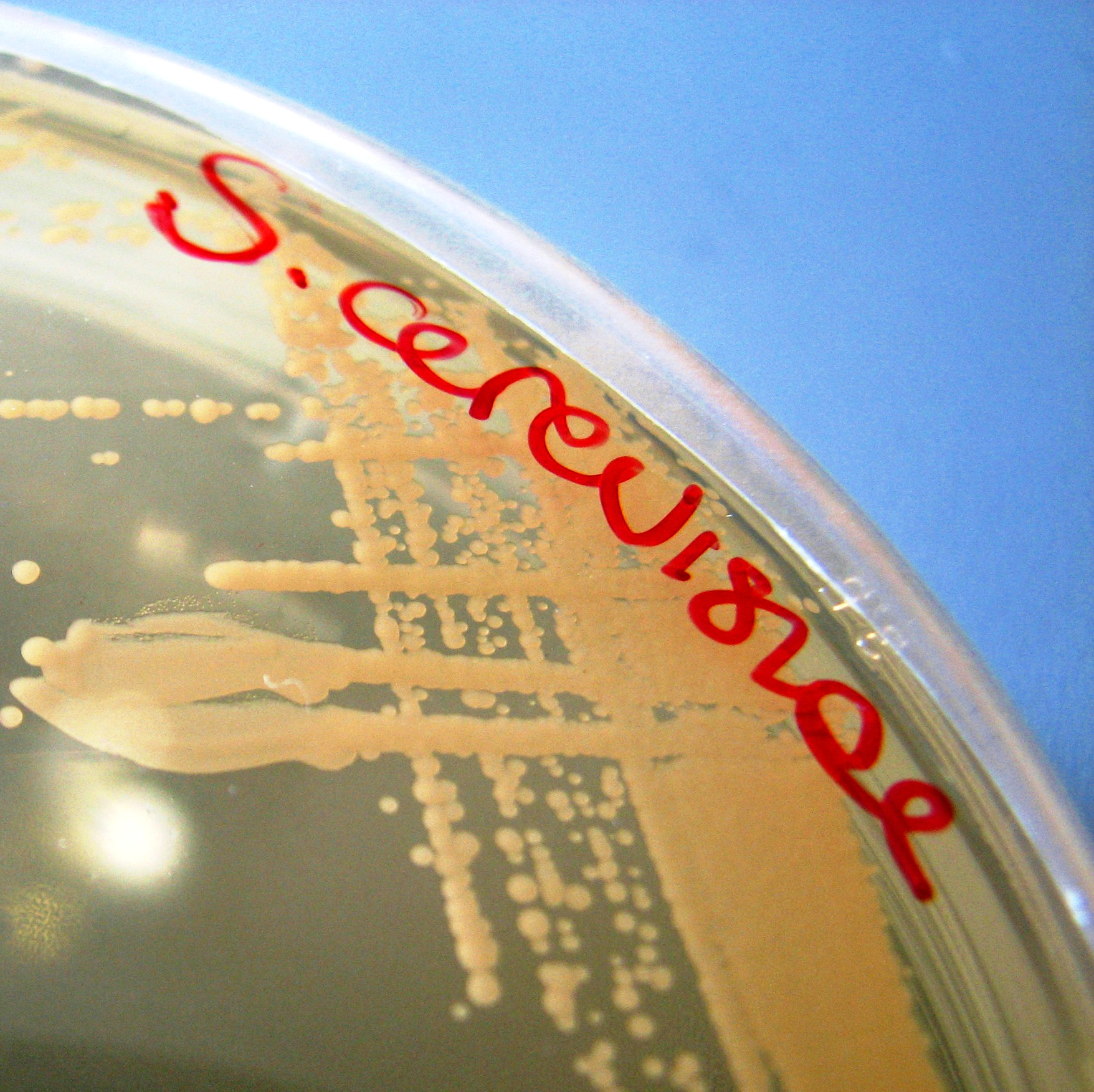
El conocimiento de los mecanismos fermentativos de las levaduras de la cerveza es crucial. Controlar las cepas de levaduras permite ventaja competitiva a la industria, mejorando el sabor, la respuesta, las tonalidades y la calidad final del producto.

El microbiólogo Jean Baptiste Henri Joseph Desmazières en 1827 publicó un artículo mostrando ilustraciones acerca de las levaduras de las cerveza observadas por microscopio, que denominó Mycoderma cervisiae. Es reconocida por primera vez como un ser vivo, pero no se le atribuye la actividad fermentativa. Este artículo de Desmazières dispara el interés científico por la observación de las levaduras del vino y de la cerveza, al mismo tiempo que se produce una mejora en la óptica de los microscopios durante la década de los años treinta. Las observaciones microscópicas más precisas de Cagniard-Latour en 1837 inciden en la cualidad viva de las levaduras (observa su reproducción), en su aspecto globular y en su aparente alimentación basada en los azúcares de caña. Su descripción incide en la idea de "une matière organisée" (materia organizada) e inspira a otros microscopistas a su observación. En la década de los años cuarenta pocos eran los científicos que no creían que las levaduras eran seres vivos. Pasteur comenzó a trabajar en la fermentación de los azúcares mediante las levaduras a finales de la década de 1850 (en su trabajo: Etudes sur la Bière). La primera notificiación oficial de Pasteur acerca de la actividad microbial de las levaduras y su resultado en cristales de ácido láctico con actividad óptica fue presentado en la Sociedad de Ciencias de Lille el 3 de agosto de 1857. Estos resultados pronto le llevaron a tener la convicción que la levaduras 'se alimentaban' del azúcar convirtiéndolo en etanol y dióxido de carbono. 
El resultado de la guerra franco-prusiana indujo a la revancha en el terreno de la industria cervecera. El químico Louis Pasteur interesado en los obscuros mecanismos de la fermentación del vino, tornó sus investigaciones a la cerveza. Escribe este tratado diez años después. El trabajo es la culminación sobre sus teorías microbianas. Hay que pensar que la teoría química debatida en aquella época era el vitalismo. En esta teoría la fermentación era entendida como un proceso fisiológico de las levaduras. Ya en 1870 pocos eran los cientificios que ponían en duda que la fermentación, y la putrefacción, era un proceso de la fisiología microbacteriana. Los trabajos de Pasteur y de Berthelot eran muy clarificadores al respecto. Sus descubrimientos permitieron rivalizar con sus homólogos alemanes, produciendo una: bière de la revanche nationale. El resultado de las investigaciones de Pasteur sobre la cerveza (Etudes sur la Bière) se publicaron en Francia el año 1876, siendo publicadas en inglés tres años despùés. Su contribución permitía elaborar cerveza sin tanta dependencia de las estaciones, permitiendo el almacenamiento prolongado de la misma. 
Experimentos realizados por dos cerveceros:  Gabriel Sedlmayr (1811-1891) en Múnich y Anton Dreher (1810-1863) en Viena, dieron luz al descubrimiento de los mecanismos de la fermentación baja (lagering). De las investigaciones de esta época Justus von Liebig descubre un producto alimentario con formato de condimento a base de levadura de la cerveza denominado Marmite. El Marmite se hace muy popular a comienzos del siglo XX d. C. en Inglaterra como subproducto de la industria cervecera.
En 1882 Hansen detecta que el sabor amargo y mal olor tras la fermentación de algunas cervezas se debía a una variante de la S. Pastorianus que aísla por completo. Este descubrimiento, junto con otros dentro de la microbiología deja las puertas abiertas al cultivo de nuevas cepas de cerveza. Entre 1880 y 1900 se decriben cerca un centenar. La primera levadura de tipo lager que se cultivó artificialmente se denominó "Cepa #I de fermentación baja", acomodándose a la denominación Saccharomyces carlsbergensis. Se mantuvo con la denominación S. carlsbergensis con tipo de cepa CBS1513 (con denominación IFO11023 o NBRC 11023'), y probablemente la gran mayoría de las cervezas lager concebidas a comienzos del siglo XXI están relacionadas con esta cepa. Las modernas cepas de levaduras "tipo lager" y las cepas del tipo S. carlsbergensis son reconocidas por la comunidad científica como parte del grupo S. pastorianus. Habiéndose incluido previamente en el taxón Saccharomyces cerevisiae, tras varios cambios en su denominación. 
Se mejoran a finales del siglo XIX los conocimientos acerca de los mecanismos de aporte de aromas y sabores procedentes de los lúpulos. El empleo de esta planta en la elaboración de cerveza se ha extendido a lo largo del siglo XX por todo el mundo. Se comienza a estudiar a comienzos del siglo XX el detalle de los mecanismos de biosíntesis de las humulonas (ácido α-lupúlico) y la lupulonas, una especie de alfa ácido que contiene el principal sabor amargo de la cerveza. En 1904 se extrae la humulona como un sólido cristalino. Se desarrolla un futuro competidor de la cerveza, se trata del agua carbonatada descubierta por Joseph Priestley, con ello comenzaban a desarrollarse en laboratorios del siglo XVIII las bases para los refrescos que aparecerán en los siglos XIX y XX.

### Mejoras en las tecnologías productivas
La cerveza lager necesita de bajas temperaturas para su fermentación y maduración, antes del siglo XIX se empleaban los pozos de nieve como reserva de frío, las cuevas alpinas, esto hacía que su producción fuese completamente estacional a los meses de invierno. Esto fue así hasta la aplicación de las máquinas de vapor a los sistemas de refrigeración por compresión inventada por Carl von Linde en 1870.
|                                                                                   |
| La aparición de los tapones corona revolucionaron el embotellamiento de la bebida |

|                                                                                 |
| La caja de cervezas, modulares, permitía rentabilizar el espacio del transporte |

Las innovaciones técnicas introducidas en la industria corresponden al uso del termómetro, del higrómetro y del atemperador. todos ellos empleados en la primitiva industria cervecera inglesa con el objetivo de estandarizar el producto controlando los procesos fermentativos. El sacarómetro (un higrómetro calibrado para medir la gravedad específica del mosto de la cerveza) permitía ver la calidad del mosto pudiendo corregir su contenido de azúcar. En el siglo XVIII el cervecero Arthur Guinness comenzó la elaboración de ales inicialmente en la ciudad de Leixlip, en la factoría denominada St. James's Gate Brewery, Dublín, Irlanda el 31 de diciembre de 1759. La compañía crece su producción hasta que diez años después Guinness exporta su producto por primera vez enviando seis barriles de cerveza a Inglaterra.

### El fenómeno de laPilsen Dorada

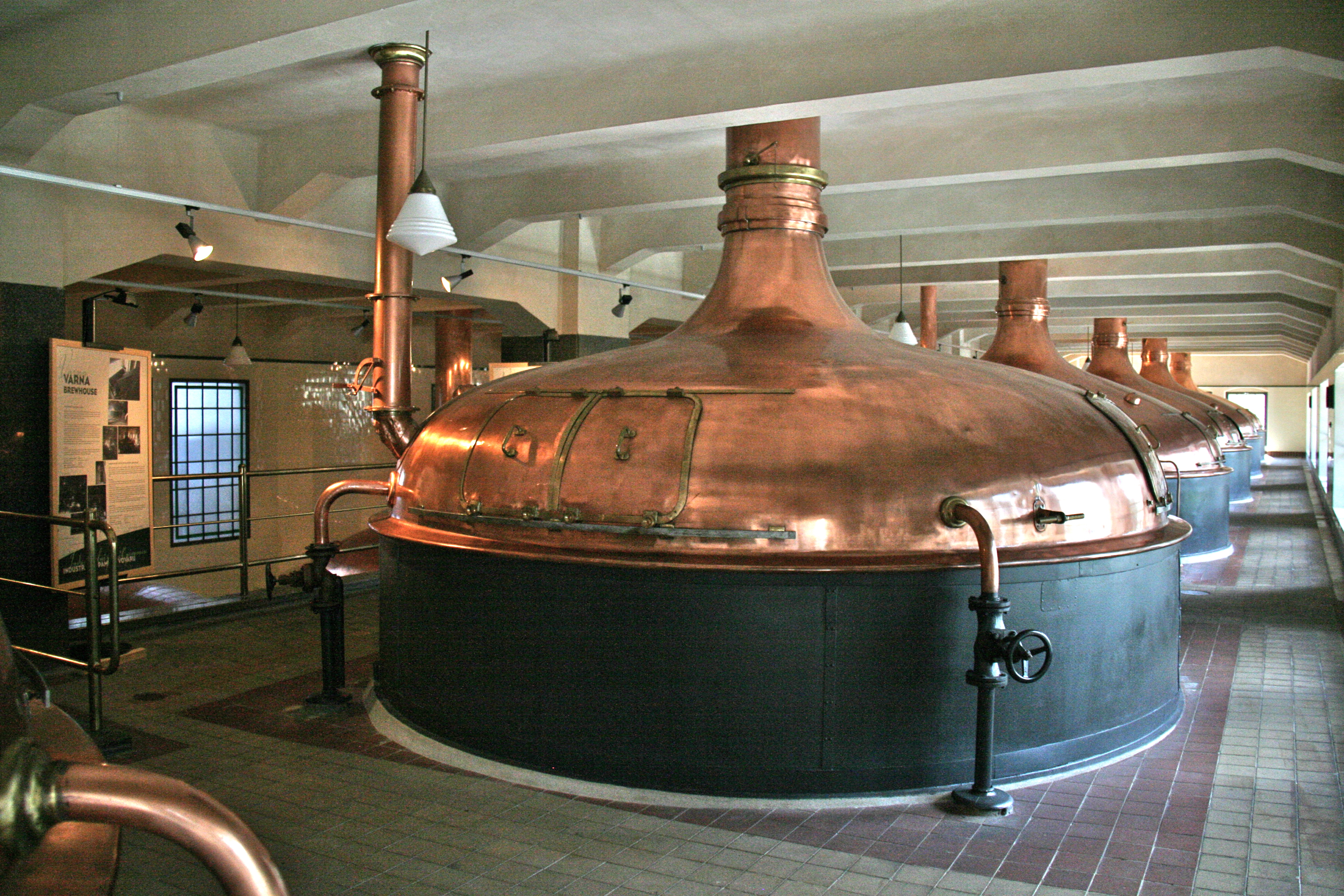
Fermentadores en Plzeňský Prazdroj (actual factoría de Pilsner Urquell) Chequia.

La cerveza Pilsener es la cerveza predominante en los mercados mundiales a finales del siglo XX. Se trata de una ceveza tipo lager pálida (pale lager) de color dorado ideada por maestros cerveceros alemanes ubicados en la ciudad checa de Plzeň (en Bohemia). A finales del siglo XIX con la región de bohemia incluida en el dominio del imperio austríaco, a mediados de década de los ochenta, la mayoría de las cervezas bohemias eran 'ale' (fermentación superior). Cuando el bávaro Josef Groll (1813-1887) funda la cervecera Plzeňský Prazdroj (conocida en el siglo XXI como Pilsner Urquell) en la ciudad de Pisen se pretende cambiar el estilo a las cervezas alemanas gelagert de baja fermentación, creando una cerveza Pilsner Brauart (al estilo de la ciudad de Pilsen). El 5 de octubre de 1842 Josef Groll obtiene en las cubas la que será la primera 'pilsener dorada' de la historia en los túneles de las viejas minas de las afueras de la ciudad de Pilsen. Las cervezas ale fermentan en la parte superior de la cuba a temperaturas de 25° a 30 °C. Es la fermentación que se hacía espontáneamente desde los inicios prehistóricos. Las cervezas pilsen fermentaban en la parte inferior de la cuba a temperaturas entre los 15 °C. Esto requería tecnología de refrigeración: sitios a bajas temperaturas. Razón por la que Groll estableció en las minas de sal de Pilsen las fábricas de cervezas. Actuaban en la producción inicialmente como pozos de nieve que refrigeraban las cubas de fermentación.   
La fábrica de Josef Groll de Vilshofen, creada para una producción modesta, fue creciendo de tamaño a medida que la demanda crecía. La producción de lager se expandió en la década de 1890 por gran parte de los mercados internacionales de cerveza, permitiendo que la 'lager pale' se beneficiara de los avances técnicos y microbiológicos que se habían producido en décadas anteriores. El fenómeno y popularidad afecto pronto se expandiéndose a las grandes cerveceras de Alemania, de Europa Central y Estados Unidos, posteriormente Australia. Por el contrario en Inglaterra el despegue de la cerveza lager nunca logró alcanzar el éxito de otras partes del mundo, permaneciendo popular las cervezas tipo ale: stout.

## Cerveza en elsigloXX
La mejora de la elaboración cerveza y su globalización promueve una nueva asociación de bebedores cerveceros, surgen los festivales de cerveza como transformación de los festivales agrícolas. Dos de los más conocidos se celebran en Alemania, siendo el Oktoberfest y el Cannstatter Volksfest, aunque muchos otros Volksfeste (festivales populares) de ese país son en partes festivales de cerveza, con sus Biergärten ('jardines de la cerveza'), 'carpas de cerveza' y locales de consumo tradicionales o diseñados para la ocasión. Adicionalmente, han existido otros festivales similares en el mundo en diversos lugares y épocas. A mediados del siglo XX la inmigración conduce a sociedades más urbanas, las ciudades ven crecer la población. Surge el concepto de Turismo, el desplazamiento de la población genera demandas de cerveza en lugares en los que no era habitual su consumo. Tras el periodo de posguerra surge una creciente demanda mundial de cerveza, algunas compañías cerveceras comienzan a crecer adquiriendo a pequeñas cervecerías. Este escenario deja en primer lugar a países exportadores como Alemania, Bélgica, Inglaterra, Estados Unidos, Irlanda y Dinamarca. Este fenómeno de demanda creciente hizo que algunos países en los que el vino fuese la bebida más tradicional (caso de Italia o España), quedase relegada a un segundo plano. 

### La revolución de los envases

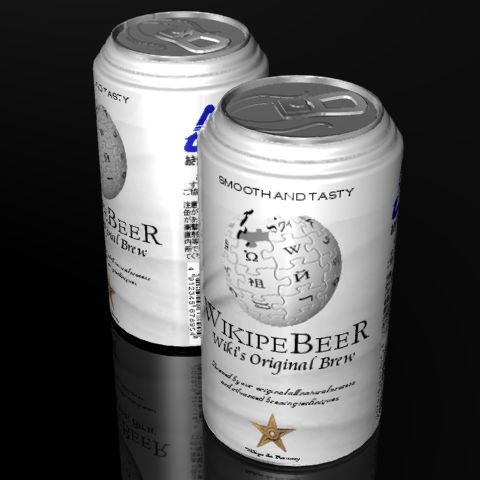
La lata de cerveza no deja pasar la luz, permite extraer el calor de su interior y aísla el contenido de la atmósfera circundante.

La cerveza del siglo XX nace con una vocación global de ser industrializada en la mayoría de los países del mundo. Incluso en aquellos donde la tradición cervecera no es relevante desde el punto de vista histórico. El consumidor de cerveza en estos países 'de poca tradición' se encuentra disperso en entornos urbanos, por el contrario en los países de mayor tradición el consumo se reparte entre áreas urbanas y rurales. La industria cervecera nace con las ventajas de los avances en el motor de combustión interna que se han producido en la primera "Gran Guerra", por una parte se emplea el motor en el transporte y diseminación del producto, por otra en la mejora de compresores que sean capaces de ofrecer bajas temperaturas en los elementos de la producción en cadena. Las primeras factorías cerveceras del siglo XX, que embotellaban en botellas cristal marrón, se encontraron con un problema: la alta proporción de botellas rotas durante el proceso. Bien sea durante el embotellado, la pasteurización, la distribución, casi más de la mitad de las botellas se arruinaban. Las solución se prestaba a investigar la calidad de los vidrios de los envases, en el encapsulado, en la mejora del transporte. La empresa norteamericana Crown Holdings inventa tapones corona especiales patentadas por William Painter en 1891 en la ciudad de Baltimore. Anteriormente se empleaban tapones de corcho que según la tradición inglesa se descubrieron como efectivos para conservar la cerveza en 1606 el deán de San Pablo. Las botellas de cerveza pronto aparecerían como recipientes idóneos, de color marrón o verde oscuro para que no interaccione la luz solar con el lúpulo. 
La preservación de la cerveza era un problema que necesitaba solución. Desde comienzos del siglo XIX existían iniciativas de empaquetamiento de alimentos mediante el uso de metales dúctiles. Peter Durand inspirado en las ideas de Nicholas Appert define las primeras latas de comida. La industria alimentaria desde entonces va incorporando poco a poco este sistema de conservación con gran aceptación popular. Durante el primer tercio del siglo XX, debido al éxito que tienen los envases metálicos para la comida, se comienza a pensar en aplicarse igualmente a las bebidas en general. El 24 de enero de 1935 la cervecera de Richmond (Virginia) denominada Gottfried Krueger Brewing Company lanzó la primera cerveza enlatada. El problema a resolver era la inclusión del abridor con el recipiente de cerveza, minimizando el consumo de material. Se ensayan muchas formas hasta que en 1959, el empresario Ermal C. Fraze patenta una lata de cerveza de 330 ml (y posteriormente de medio litro) con el abridor incorporado. Esta lata se convertirá en el recipiente de la cerveza más popular a finales del siglo XX, llegando a declinar el uso de botellas de vidrio.  
El dispensador de cerveza y el uso de la cerveza de barril comienza a popularizar el consumo de la bebida en muchos países. Las cervecerías pronto comienzan a ofrecer cervezas de barril en dispensadores de "cuello de ganso" conectadas a barriles presurizados, si bien el cerrajero y autor inglés Joseph Bramah, haciendo investigaciones hidráulicas, ya lo había intentado en 1797 con un dispensador. Ya a comienzos del siglo XX incluye un sistema artificial de carbonatación que se desarrolló inicialmente en 1936 en el Reino Unido y que posteriormente se extendió por todo el mundo. En algunos países como Inglaterra el consumo de cerveza en pubs da lugar a una variante de comidas servidas en estos locales denominada pub grub, en España las tapas, en los festivales de cerveza alemanes donde la cerveza se sirve en humpen acompañados de hendl y los pretzel. 
La cerveza va logrando ocupar espacios sociales en algunos países como es el caso del fútbol en los países anglosajones. La evolución marcada de las cervezas lager a lo largo de su historia, más susceptibles ser industrializadas que las ales, generó una especie de cisma que en los años 1970 hace que en Inglaterra sea popular la real ale (cask ale), una cerveza natural sin filtrar, y sin pasteurizar. Una cerveza que se sirve directamente desde los barriles sin presurizar o añadir dióxido de carbono. La denominada Campaign for Real Ale (Campaña para la Real Ale) (CAMRA) se inició en el Reino Unido en 1973 con el objeto de «retornar la cerveza a sus orígenes».

### Vuelta a los orígenes: la cerveza artesana
Precisamente en los años 1970, se puede decir que vuelve a aparecer la idea de producir cerveza de forma artesana. De hecho, el 80% de todas las cervezas históricas son caseras o artesanales. Las mujeres europeas fueron excelentes cerveceras, pero como hemos dicho, el consumo de cerveza hecha en casa desapareció. Y volvió a brotar por interés que tuvieron los elaboradores caseros estadounidenses para reproducir las cervezas tradicionales europeas. Hasta el punto que importantes elaboradores de talla mediana han apostado por producir cervezas históricas y para resucitar recetas perdidas. Las asociaciones de elaboradores y consumidores desarrollaron (o propiciaron) también la degustación y la apreciación científica o profesional de la cerveza. Esta corriente pasó de nuevo el Atlántico para llegar en los años 80 primero a Inglaterra y después al resto de países de Europa. Actualmente existe un elevado número de microcervecerías repartidas por casi todos los rincones del mundo. 

### Las nuevas cervezas
La creciente competición con otras bebidas alcohólicas, como el vino, la aparición de nuevos refrescos, los nuevos modelos de nutrición existentes a finales del siglo XX, en los que se tolera menos el consumo de alcohol, así como la tendencia a disminuir el consumo de calorías diarias, afectan a la demanda mundial de cerveza, que disminuye. En reacción a todo este movimiento comienza a surgir el concepto de cerveza sin alcohol. Técnicamente se trata de una cerveza con un contenido de alcohol muy bajo, por debajo del 0.5 % en volumen. Para elaborar este tipo de cerveza hay que añadir un proceso extractivo del etanol en la cadena de producción de una factoría de cerveza. De la misma forma se procede a crear cervezas con bajo contenido calórico: cerveza light. Ya desde 1910 se venía investigando en este terreno con el objeto de introducir el consumo en comunidades religiosas con restricciones alimentarias. 
La aparición de nuevas técnicas en la fabricación de cerveza, permite crear nuevos tipos y variantes. Entre las cervezas que se hacen populares por introducir una nueva técnica como el filtrado mediante congelación progresiva, se trata de las ice beer, la popularidad de este tipo de cerveza fue pasajera y se centró en países como Canadá, EE. UU. y Japón. La mejora de los procesos fermentativos permitió que los mostos se pudieran poner en condiciones de fermentación espontánea en cantidades industriales, permitiendo comercializar cervezas como la belga: Lambic.

## Cerveza en elsigloXXI
El consumo de cerveza en los países considerados tradicionalmente cerveceros va disminuyendo lentamente desde las últimas décadas del siglo XX d. C. debido a los cambios en los hábitos alimentarios de la población, la competencia con otras bebidas del mercado (como puede ser el vino) o la actitud social hacia las bebidas alcohólicas.
Se obtuvo por primera vez la secuencia genética de las levaduras saccaromices en 2004. Este descubrimiento permitió una mejor clasificación de las levaduras, así como mejoras en su funcionamiento mediante el empleo selección artificial. Las mejoras genéticas induccidas en la selección de levaduras afecta a las condiciones de fermentación y esto condiciona el sabor, la apariencia y la textura final de la bebida. Debido a los avances de la ingeniería genética el trigo y la cebada, por otra parte se ve afectadas a las investigaciones realizadas en los alimentos transgénicos. 
Surgen nuevos conceptos de cervezas como el caso del proyecto denominado "Free Beer", que surge de 2004 con una receta inicial bajo licencia Creative Commons, esta cerveza fue creada por iniciativa del grupo artístico Superflex y se considera en plena evolución. Las microcervecerías comienzan a ser populares.